# Liste des communes de l'Oise
Pour les autres listes de communes françaises, voir Listes des communes de France.
| - L'Oise en France métropolitaine. - Carte des communes de l'Oise. |

Cette page liste les 680 communes du département français de l'Oise au 1er janvier 2025.

## Historique
Le 1er janvier 2024, Beaumont-les-Nonains, intégrée en 2019 dans la commune nouvelle des Hauts-Talican, redevient une commune de plein exercice. Le nombre de communes passe ainsi donc de 679 à 680.

## Liste des communes
Le tableau suivant donne la liste des communes au 1er janvier 2025, en précisant leur code Insee, leur code postal principal, leur arrondissement, leur canton, leur intercommunalité, leur superficie, leur population et leur densité, d'après les chiffres de l'Insee issus du recensement 2022,.
| Nom                           | Code Insee | Code postal | Arrondissement | Canton                  | Intercommunalité                                                  | Superficie (km2) | Population (dernière pop. légale) | Densité (hab./km2) | Modifier                                    |
| ----------------------------- | ---------- | ----------- | -------------- | ----------------------- | ----------------------------------------------------------------- | ---------------- | --------------------------------- | ------------------ | ------------------------------------------- |
| Beauvais (préfecture)         | 60057      | 60000       | Beauvais       | Beauvais-1 Beauvais-2   | CA du Beauvaisis                                                  | 33,31            | 55 906 (2022)                     | 1 678              | modifier les données · modifier les données |
| Abancourt                     | 60001      | 60220       | Beauvais       | Grandvilliers           | CC de la Picardie verte                                           | 6,01             | 581 (2022)                        | 97                 | modifier les données · modifier les données |
| Abbecourt                     | 60002      | 60430       | Beauvais       | Chaumont-en-Vexin       | CC Thelloise                                                      | 7,44             | 861 (2022)                        | 116                | modifier les données · modifier les données |
| Abbeville-Saint-Lucien        | 60003      | 60480       | Clermont       | Saint-Just-en-Chaussée  | CC de l'Oise Picarde                                              | 5,26             | 510 (2022)                        | 97                 | modifier les données · modifier les données |
| Achy                          | 60004      | 60690       | Beauvais       | Grandvilliers           | CC de la Picardie verte                                           | 12,70            | 406 (2022)                        | 32                 | modifier les données · modifier les données |
| Acy-en-Multien                | 60005      | 60620       | Senlis         | Nanteuil-le-Haudouin    | CC du Pays de Valois                                              | 11,47            | 844 (2022)                        | 74                 | modifier les données · modifier les données |
| Les Ageux                     | 60006      | 60700       | Clermont       | Pont-Sainte-Maxence     | CC des pays d'Oise et d'Halatte                                   | 5,00             | 1 147 (2022)                      | 229                | modifier les données · modifier les données |
| Agnetz                        | 60007      | 60600       | Clermont       | Clermont                | CC du Clermontois                                                 | 12,94            | 3 060 (2022)                      | 236                | modifier les données · modifier les données |
| Airion                        | 60008      | 60600       | Clermont       | Saint-Just-en-Chaussée  | CC du Plateau Picard                                              | 6,73             | 389 (2022)                        | 58                 | modifier les données · modifier les données |
| Allonne                       | 60009      | 60000       | Beauvais       | Beauvais-2              | CA du Beauvaisis                                                  | 15,45            | 1 737 (2022)                      | 112                | modifier les données · modifier les données |
| Amblainville                  | 60010      | 60110       | Beauvais       | Méru                    | CC des Sablons                                                    | 20,98            | 1 786 (2022)                      | 85                 | modifier les données · modifier les données |
| Amy                           | 60011      | 60310       | Compiègne      | Thourotte               | CC du Pays des Sources                                            | 12,58            | 421 (2022)                        | 33                 | modifier les données · modifier les données |
| Andeville                     | 60012      | 60570       | Beauvais       | Méru                    | CC des Sablons                                                    | 4,17             | 3 429 (2022)                      | 822                | modifier les données · modifier les données |
| Angicourt                     | 60013      | 60940       | Clermont       | Pont-Sainte-Maxence     | CC des pays d'Oise et d'Halatte                                   | 4,96             | 1 335 (2022)                      | 269                | modifier les données · modifier les données |
| Angivillers                   | 60014      | 60130       | Clermont       | Saint-Just-en-Chaussée  | CC du Plateau Picard                                              | 6,27             | 159 (2022)                        | 25                 | modifier les données · modifier les données |
| Angy                          | 60015      | 60250       | Clermont       | Mouy                    | CC Thelloise                                                      | 3,60             | 1 129 (2022)                      | 314                | modifier les données · modifier les données |
| Ansacq                        | 60016      | 60250       | Clermont       | Mouy                    | CC Thelloise                                                      | 8,40             | 271 (2022)                        | 32                 | modifier les données · modifier les données |
| Ansauvillers                  | 60017      | 60120       | Clermont       | Saint-Just-en-Chaussée  | CC de l'Oise Picarde                                              | 6,95             | 1 140 (2022)                      | 164                | modifier les données · modifier les données |
| Antheuil-Portes               | 60019      | 60162       | Compiègne      | Estrées-Saint-Denis     | CC du Pays des Sources                                            | 10,73            | 410 (2022)                        | 38                 | modifier les données · modifier les données |
| Antilly                       | 60020      | 60620       | Senlis         | Nanteuil-le-Haudouin    | CC du Pays de Valois                                              | 3,64             | 271 (2022)                        | 74                 | modifier les données · modifier les données |
| Appilly                       | 60021      | 60400       | Compiègne      | Noyon                   | CC du Pays Noyonnais                                              | 4,57             | 505 (2022)                        | 111                | modifier les données · modifier les données |
| Apremont                      | 60022      | 60300       | Senlis         | Chantilly               | CC de l'Aire Cantilienne                                          | 13,62            | 638 (2022)                        | 47                 | modifier les données · modifier les données |
| Armancourt                    | 60023      | 60880       | Compiègne      | Compiègne-2             | CA Agglomération de la Région de Compiègne et de la Basse Automne | 2,03             | 531 (2022)                        | 262                | modifier les données · modifier les données |
| Arsy                          | 60024      | 60190       | Compiègne      | Estrées-Saint-Denis     | CC de la Plaine d'Estrées                                         | 7,27             | 817 (2022)                        | 112                | modifier les données · modifier les données |
| Attichy                       | 60025      | 60350       | Compiègne      | Compiègne-1             | CC des Lisières de l'Oise                                         | 14,74            | 1 855 (2022)                      | 126                | modifier les données · modifier les données |
| Auchy-la-Montagne             | 60026      | 60360       | Beauvais       | Saint-Just-en-Chaussée  | CA du Beauvaisis                                                  | 8,05             | 561 (2022)                        | 70                 | modifier les données · modifier les données |
| Auger-Saint-Vincent           | 60027      | 60800       | Senlis         | Crépy-en-Valois         | CC du Pays de Valois                                              | 13,97            | 521 (2022)                        | 37                 | modifier les données · modifier les données |
| Aumont-en-Halatte             | 60028      | 60300       | Senlis         | Senlis                  | CC Senlis Sud Oise                                                | 6,83             | 564 (2022)                        | 83                 | modifier les données · modifier les données |
| Auneuil                       | 60029      | 60390       | Beauvais       | Beauvais-2              | CA du Beauvaisis                                                  | 27,33            | 2 895 (2022)                      | 106                | modifier les données · modifier les données |
| Auteuil                       | 60030      | 60390       | Beauvais       | Beauvais-2              | CA du Beauvaisis                                                  | 11,92            | 553 (2022)                        | 46                 | modifier les données · modifier les données |
| Autheuil-en-Valois            | 60031      | 60890       | Senlis         | Nanteuil-le-Haudouin    | CC du Pays de Valois                                              | 9,24             | 259 (2022)                        | 28                 | modifier les données · modifier les données |
| Autrêches                     | 60032      | 60350       | Compiègne      | Compiègne-1             | CC des Lisières de l'Oise                                         | 13,03            | 725 (2022)                        | 56                 | modifier les données · modifier les données |
| Avilly-Saint-Léonard          | 60033      | 60300       | Senlis         | Senlis                  | CC de l'Aire Cantilienne                                          | 11,96            | 866 (2022)                        | 72                 | modifier les données · modifier les données |
| Avrechy                       | 60034      | 60130       | Clermont       | Saint-Just-en-Chaussée  | CC du Plateau Picard                                              | 12,39            | 1 154 (2022)                      | 93                 | modifier les données · modifier les données |
| Avricourt                     | 60035      | 60310       | Compiègne      | Thourotte               | CC du Pays des Sources                                            | 7,01             | 237 (2022)                        | 34                 | modifier les données · modifier les données |
| Avrigny                       | 60036      | 60190       | Clermont       | Estrées-Saint-Denis     | CC de la Plaine d'Estrées                                         | 6,01             | 401 (2022)                        | 67                 | modifier les données · modifier les données |
| Babœuf                        | 60037      | 60400       | Compiègne      | Noyon                   | CC du Pays Noyonnais                                              | 7,18             | 514 (2022)                        | 72                 | modifier les données · modifier les données |
| Bacouël                       | 60039      | 60120       | Clermont       | Saint-Just-en-Chaussée  | CC de l'Oise Picarde                                              | 5,48             | 479 (2022)                        | 87                 | modifier les données · modifier les données |
| Bailleul-le-Soc               | 60040      | 60190       | Clermont       | Estrées-Saint-Denis     | CC de la Plaine d'Estrées                                         | 14,14            | 644 (2022)                        | 46                 | modifier les données · modifier les données |
| Bailleul-sur-Thérain          | 60041      | 60930       | Beauvais       | Mouy                    | CA du Beauvaisis                                                  | 9,50             | 2 328 (2022)                      | 245                | modifier les données · modifier les données |
| Bailleval                     | 60042      | 60140       | Clermont       | Clermont                | CC du Liancourtois - la Vallée dorée                              | 8,01             | 1 477 (2022)                      | 184                | modifier les données · modifier les données |
| Bailly                        | 60043      | 60170       | Compiègne      | Thourotte               | CC des Deux Vallées                                               | 4,26             | 605 (2022)                        | 142                | modifier les données · modifier les données |
| Balagny-sur-Thérain           | 60044      | 60250       | Senlis         | Montataire              | CC Thelloise                                                      | 6,80             | 1 639 (2022)                      | 241                | modifier les données · modifier les données |
| Barbery                       | 60045      | 60810       | Senlis         | Pont-Sainte-Maxence     | CC Senlis Sud Oise                                                | 7,60             | 532 (2022)                        | 70                 | modifier les données · modifier les données |
| Bargny                        | 60046      | 60620       | Senlis         | Nanteuil-le-Haudouin    | CC du Pays de Valois                                              | 7,54             | 330 (2022)                        | 44                 | modifier les données · modifier les données |
| Baron                         | 60047      | 60300       | Senlis         | Nanteuil-le-Haudouin    | CC du Pays de Valois                                              | 21,47            | 740 (2022)                        | 34                 | modifier les données · modifier les données |
| Baugy                         | 60048      | 60113 60190 | Compiègne      | Estrées-Saint-Denis     | CC du Pays des Sources                                            | 7,17             | 284 (2022)                        | 40                 | modifier les données · modifier les données |
| Bazancourt                    | 60049      | 60380       | Beauvais       | Grandvilliers           | CC de la Picardie verte                                           | 3,15             | 103 (2022)                        | 33                 | modifier les données · modifier les données |
| Bazicourt                     | 60050      | 60700       | Clermont       | Pont-Sainte-Maxence     | CC des pays d'Oise et d'Halatte                                   | 3,82             | 370 (2022)                        | 97                 | modifier les données · modifier les données |
| Beaudéduit                    | 60051      | 60210       | Beauvais       | Grandvilliers           | CC de la Picardie verte                                           | 3,72             | 170 (2022)                        | 46                 | modifier les données · modifier les données |
| Beaugies-sous-Bois            | 60052      | 60640       | Compiègne      | Noyon                   | CC du Pays Noyonnais                                              | 3,91             | 102 (2022)                        | 26                 | modifier les données · modifier les données |
| Beaulieu-les-Fontaines        | 60053      | 60310       | Compiègne      | Thourotte               | CC du Pays des Sources                                            | 12,60            | 571 (2022)                        | 45                 | modifier les données · modifier les données |
| Beaumont-les-Nonains          | 60054      | 60390       | Beauvais       | Chaumont-en-Vexin       | CC des Sablons                                                    | 9,53             | 337 (2022)                        | 35                 | modifier les données · modifier les données |
| Beaurains-lès-Noyon           | 60055      | 60400       | Compiègne      | Noyon                   | CC du Pays Noyonnais                                              | 3,80             | 340 (2022)                        | 89                 | modifier les données · modifier les données |
| Beaurepaire                   | 60056      | 60700       | Senlis         | Pont-Sainte-Maxence     | CC des pays d'Oise et d'Halatte                                   | 5,07             | 64 (2022)                         | 13                 | modifier les données · modifier les données |
| Beauvoir                      | 60058      | 60120       | Clermont       | Saint-Just-en-Chaussée  | CC de l'Oise Picarde                                              | 10,27            | 224 (2022)                        | 22                 | modifier les données · modifier les données |
| Béhéricourt                   | 60059      | 60400       | Compiègne      | Noyon                   | CC du Pays Noyonnais                                              | 5,30             | 194 (2022)                        | 37                 | modifier les données · modifier les données |
| Belle-Église                  | 60060      | 60540       | Senlis         | Méru                    | CC Thelloise                                                      | 7,83             | 725 (2022)                        | 93                 | modifier les données · modifier les données |
| Belloy                        | 60061      | 60490       | Compiègne      | Estrées-Saint-Denis     | CC du Pays des Sources                                            | 2,98             | 70 (2022)                         | 23                 | modifier les données · modifier les données |
| Berlancourt                   | 60062      | 60640       | Compiègne      | Noyon                   | CC du Pays Noyonnais                                              | 7,12             | 316 (2022)                        | 44                 | modifier les données · modifier les données |
| Berneuil-en-Bray              | 60063      | 60390       | Beauvais       | Beauvais-2              | CA du Beauvaisis                                                  | 15,15            | 819 (2022)                        | 54                 | modifier les données · modifier les données |
| Berneuil-sur-Aisne            | 60064      | 60350       | Compiègne      | Compiègne-1             | CC des Lisières de l'Oise                                         | 10,61            | 937 (2022)                        | 88                 | modifier les données · modifier les données |
| Berthecourt                   | 60065      | 60370       | Beauvais       | Chaumont-en-Vexin       | CC Thelloise                                                      | 6,97             | 1 574 (2022)                      | 226                | modifier les données · modifier les données |
| Béthancourt-en-Valois         | 60066      | 60129       | Senlis         | Crépy-en-Valois         | CC du Pays de Valois                                              | 4,12             | 206 (2022)                        | 50                 | modifier les données · modifier les données |
| Béthisy-Saint-Martin          | 60067      | 60320       | Senlis         | Crépy-en-Valois         | CA Agglomération de la Région de Compiègne et de la Basse Automne | 9,82             | 992 (2022)                        | 101                | modifier les données · modifier les données |
| Béthisy-Saint-Pierre          | 60068      | 60320       | Senlis         | Crépy-en-Valois         | CA Agglomération de la Région de Compiègne et de la Basse Automne | 6,53             | 3 133 (2022)                      | 480                | modifier les données · modifier les données |
| Betz                          | 60069      | 60620       | Senlis         | Nanteuil-le-Haudouin    | CC du Pays de Valois                                              | 15,39            | 1 118 (2022)                      | 73                 | modifier les données · modifier les données |
| Bienville                     | 60070      | 60280       | Compiègne      | Compiègne-1             | CA Agglomération de la Région de Compiègne et de la Basse Automne | 3,51             | 489 (2022)                        | 139                | modifier les données · modifier les données |
| Biermont                      | 60071      | 60490       | Compiègne      | Estrées-Saint-Denis     | CC du Pays des Sources                                            | 3,92             | 172 (2022)                        | 44                 | modifier les données · modifier les données |
| Bitry                         | 60072      | 60350       | Compiègne      | Compiègne-1             | CC des Lisières de l'Oise                                         | 6,61             | 309 (2022)                        | 47                 | modifier les données · modifier les données |
| Blacourt                      | 60073      | 60650       | Beauvais       | Grandvilliers           | CC du Pays de Bray                                                | 11,49            | 576 (2022)                        | 50                 | modifier les données · modifier les données |
| Blaincourt-lès-Précy          | 60074      | 60460       | Senlis         | Montataire              | CC Thelloise                                                      | 8,13             | 1 187 (2022)                      | 146                | modifier les données · modifier les données |
| Blancfossé                    | 60075      | 60120       | Beauvais       | Saint-Just-en-Chaussée  | CC de l'Oise Picarde                                              | 5,16             | 143 (2022)                        | 28                 | modifier les données · modifier les données |
| Blargies                      | 60076      | 60220       | Beauvais       | Grandvilliers           | CC de la Picardie verte                                           | 10,05            | 505 (2022)                        | 50                 | modifier les données · modifier les données |
| Blicourt                      | 60077      | 60860       | Beauvais       | Grandvilliers           | CC de la Picardie verte                                           | 14,57            | 358 (2022)                        | 25                 | modifier les données · modifier les données |
| Blincourt                     | 60078      | 60190       | Clermont       | Estrées-Saint-Denis     | CC de la Plaine d'Estrées                                         | 2,82             | 122 (2022)                        | 43                 | modifier les données · modifier les données |
| Boissy-Fresnoy                | 60079      | 60440       | Senlis         | Nanteuil-le-Haudouin    | CC du Pays de Valois                                              | 15,87            | 955 (2022)                        | 60                 | modifier les données · modifier les données |
| Bonlier                       | 60081      | 60510       | Beauvais       | Mouy                    | CA du Beauvaisis                                                  | 4,47             | 472 (2022)                        | 106                | modifier les données · modifier les données |
| Bonneuil-en-Valois            | 60083      | 60123       | Senlis         | Crépy-en-Valois         | CC du Pays de Valois                                              | 12,81            | 976 (2022)                        | 76                 | modifier les données · modifier les données |
| Bonneuil-les-Eaux             | 60082      | 60120       | Clermont       | Saint-Just-en-Chaussée  | CC de l'Oise Picarde                                              | 18,29            | 780 (2022)                        | 43                 | modifier les données · modifier les données |
| Bonnières                     | 60084      | 60112       | Beauvais       | Grandvilliers           | CC de la Picardie verte                                           | 8,44             | 194 (2022)                        | 23                 | modifier les données · modifier les données |
| Bonvillers                    | 60085      | 60120       | Clermont       | Saint-Just-en-Chaussée  | CC de l'Oise Picarde                                              | 5,86             | 193 (2022)                        | 33                 | modifier les données · modifier les données |
| Boran-sur-Oise                | 60086      | 60820       | Senlis         | Chantilly               | CC Thelloise                                                      | 11,25            | 2 135 (2022)                      | 190                | modifier les données · modifier les données |
| Borest                        | 60087      | 60300       | Senlis         | Nanteuil-le-Haudouin    | CC Senlis Sud Oise                                                | 12,78            | 356 (2022)                        | 28                 | modifier les données · modifier les données |
| Bornel                        | 60088      | 60540       | Beauvais       | Méru                    | CC des Sablons                                                    | 23,73            | 4 796 (2022)                      | 202                | modifier les données · modifier les données |
| Boubiers                      | 60089      | 60240       | Beauvais       | Chaumont-en-Vexin       | CC du Vexin-Thelle                                                | 10,35            | 385 (2022)                        | 37                 | modifier les données · modifier les données |
| Bouconvillers                 | 60090      | 60240       | Beauvais       | Chaumont-en-Vexin       | CC du Vexin-Thelle                                                | 4,79             | 431 (2022)                        | 90                 | modifier les données · modifier les données |
| Bouillancy                    | 60091      | 60620       | Senlis         | Nanteuil-le-Haudouin    | CC du Pays de Valois                                              | 13,59            | 425 (2022)                        | 31                 | modifier les données · modifier les données |
| Boullarre                     | 60092      | 60620       | Senlis         | Nanteuil-le-Haudouin    | CC du Pays de Valois                                              | 7,58             | 201 (2022)                        | 27                 | modifier les données · modifier les données |
| Boulogne-la-Grasse            | 60093      | 60490       | Compiègne      | Estrées-Saint-Denis     | CC du Pays des Sources                                            | 9,41             | 466 (2022)                        | 50                 | modifier les données · modifier les données |
| Boursonne                     | 60094      | 60141       | Senlis         | Nanteuil-le-Haudouin    | CC du Pays de Valois                                              | 3,44             | 306 (2022)                        | 89                 | modifier les données · modifier les données |
| Boury-en-Vexin                | 60095      | 60240       | Beauvais       | Chaumont-en-Vexin       | CC du Vexin-Thelle                                                | 11,09            | 343 (2022)                        | 31                 | modifier les données · modifier les données |
| Boutencourt                   | 60097      | 60590       | Beauvais       | Chaumont-en-Vexin       | CC du Vexin-Thelle                                                | 7,51             | 215 (2022)                        | 29                 | modifier les données · modifier les données |
| Bouvresse                     | 60098      | 60220       | Beauvais       | Grandvilliers           | CC de la Picardie verte                                           | 2,80             | 170 (2022)                        | 61                 | modifier les données · modifier les données |
| Braisnes-sur-Aronde           | 60099      | 60113       | Compiègne      | Estrées-Saint-Denis     | CC du Pays des Sources                                            | 2,60             | 175 (2022)                        | 67                 | modifier les données · modifier les données |
| Brasseuse                     | 60100      | 60810       | Senlis         | Pont-Sainte-Maxence     | CC Senlis Sud Oise                                                | 8,30             | 114 (2022)                        | 14                 | modifier les données · modifier les données |
| Brégy                         | 60101      | 60440       | Senlis         | Nanteuil-le-Haudouin    | CC du Pays de Valois                                              | 13,17            | 638 (2022)                        | 48                 | modifier les données · modifier les données |
| Brenouille                    | 60102      | 60870       | Clermont       | Pont-Sainte-Maxence     | CC des pays d'Oise et d'Halatte                                   | 4,31             | 2 120 (2022)                      | 492                | modifier les données · modifier les données |
| Bresles                       | 60103      | 60510       | Beauvais       | Mouy                    | CA du Beauvaisis                                                  | 20,99            | 4 032 (2022)                      | 192                | modifier les données · modifier les données |
| Breteuil                      | 60104      | 60120       | Clermont       | Saint-Just-en-Chaussée  | CC de l'Oise Picarde                                              | 17,27            | 4 189 (2022)                      | 243                | modifier les données · modifier les données |
| Brétigny                      | 60105      | 60400       | Compiègne      | Noyon                   | CC du Pays Noyonnais                                              | 5,16             | 433 (2022)                        | 84                 | modifier les données · modifier les données |
| Breuil-le-Sec                 | 60106      | 60840       | Clermont       | Clermont                | CC du Clermontois                                                 | 8,89             | 2 526 (2022)                      | 284                | modifier les données · modifier les données |
| Breuil-le-Vert                | 60107      | 60600       | Clermont       | Clermont                | CC du Clermontois                                                 | 7,37             | 3 150 (2022)                      | 427                | modifier les données · modifier les données |
| Briot                         | 60108      | 60210       | Beauvais       | Grandvilliers           | CC de la Picardie verte                                           | 6,49             | 297 (2022)                        | 46                 | modifier les données · modifier les données |
| Brombos                       | 60109      | 60210       | Beauvais       | Grandvilliers           | CC de la Picardie verte                                           | 6,90             | 247 (2022)                        | 36                 | modifier les données · modifier les données |
| Broquiers                     | 60110      | 60220       | Beauvais       | Grandvilliers           | CC de la Picardie verte                                           | 2,92             | 238 (2022)                        | 82                 | modifier les données · modifier les données |
| Broyes                        | 60111      | 60120       | Clermont       | Saint-Just-en-Chaussée  | CC de l'Oise Picarde                                              | 4,80             | 143 (2022)                        | 30                 | modifier les données · modifier les données |
| Brunvillers-la-Motte          | 60112      | 60130       | Clermont       | Saint-Just-en-Chaussée  | CC du Plateau Picard                                              | 6,50             | 344 (2022)                        | 53                 | modifier les données · modifier les données |
| Bucamps                       | 60113      | 60480       | Clermont       | Saint-Just-en-Chaussée  | CC de l'Oise Picarde                                              | 5,82             | 207 (2022)                        | 36                 | modifier les données · modifier les données |
| Buicourt                      | 60114      | 60380       | Beauvais       | Grandvilliers           | CC de la Picardie verte                                           | 3,51             | 148 (2022)                        | 42                 | modifier les données · modifier les données |
| Bulles                        | 60115      | 60130       | Clermont       | Saint-Just-en-Chaussée  | CC du Plateau Picard                                              | 16,70            | 851 (2022)                        | 51                 | modifier les données · modifier les données |
| Bury                          | 60116      | 60250       | Clermont       | Mouy                    | CC du Clermontois                                                 | 17,05            | 2 876 (2022)                      | 169                | modifier les données · modifier les données |
| Bussy                         | 60117      | 60400       | Compiègne      | Noyon                   | CC du Pays Noyonnais                                              | 3,87             | 308 (2022)                        | 80                 | modifier les données · modifier les données |
| Caisnes                       | 60118      | 60400       | Compiègne      | Noyon                   | CC du Pays Noyonnais                                              | 6,19             | 512 (2022)                        | 83                 | modifier les données · modifier les données |
| Cambronne-lès-Clermont        | 60120      | 60290       | Clermont       | Mouy                    | CC du Clermontois                                                 | 9,34             | 1 179 (2022)                      | 126                | modifier les données · modifier les données |
| Cambronne-lès-Ribécourt       | 60119      | 60170       | Compiègne      | Thourotte               | CC des Deux Vallées                                               | 6,93             | 1 875 (2022)                      | 271                | modifier les données · modifier les données |
| Campagne                      | 60121      | 60640       | Compiègne      | Noyon                   | CC du Pays Noyonnais                                              | 4,55             | 160 (2022)                        | 35                 | modifier les données · modifier les données |
| Campeaux                      | 60122      | 60220       | Beauvais       | Grandvilliers           | CC de la Picardie verte                                           | 11,46            | 485 (2022)                        | 42                 | modifier les données · modifier les données |
| Campremy                      | 60123      | 60480       | Clermont       | Saint-Just-en-Chaussée  | CC de l'Oise Picarde                                              | 10,21            | 476 (2022)                        | 47                 | modifier les données · modifier les données |
| Candor                        | 60124      | 60310       | Compiègne      | Thourotte               | CC du Pays des Sources                                            | 8,95             | 319 (2022)                        | 36                 | modifier les données · modifier les données |
| Canly                         | 60125      | 60680       | Compiègne      | Estrées-Saint-Denis     | CC de la Plaine d'Estrées                                         | 8,00             | 743 (2022)                        | 93                 | modifier les données · modifier les données |
| Cannectancourt                | 60126      | 60310       | Compiègne      | Thourotte               | CC du Pays des Sources                                            | 7,57             | 517 (2022)                        | 68                 | modifier les données · modifier les données |
| Canny-sur-Matz                | 60127      | 60310       | Compiègne      | Thourotte               | CC du Pays des Sources                                            | 6,89             | 411 (2022)                        | 60                 | modifier les données · modifier les données |
| Canny-sur-Thérain             | 60128      | 60220       | Beauvais       | Grandvilliers           | CC de la Picardie verte                                           | 5,92             | 224 (2022)                        | 38                 | modifier les données · modifier les données |
| Carlepont                     | 60129      | 60170       | Compiègne      | Noyon                   | CC du Pays Noyonnais                                              | 19,54            | 1 402 (2022)                      | 72                 | modifier les données · modifier les données |
| Catenoy                       | 60130      | 60840       | Clermont       | Clermont                | CC du Clermontois                                                 | 12,61            | 1 080 (2022)                      | 86                 | modifier les données · modifier les données |
| Catheux                       | 60131      | 60360       | Beauvais       | Saint-Just-en-Chaussée  | CC de l'Oise Picarde                                              | 11,78            | 101 (2022)                        | 8,6                | modifier les données · modifier les données |
| Catigny                       | 60132      | 60640       | Compiègne      | Noyon                   | CC du Pays Noyonnais                                              | 6,68             | 179 (2022)                        | 27                 | modifier les données · modifier les données |
| Catillon-Fumechon             | 60133      | 60130       | Clermont       | Saint-Just-en-Chaussée  | CC du Plateau Picard                                              | 13,31            | 540 (2022)                        | 41                 | modifier les données · modifier les données |
| Cauffry                       | 60134      | 60290       | Clermont       | Nogent-sur-Oise         | CC du Liancourtois - la Vallée dorée                              | 4,74             | 2 669 (2022)                      | 563                | modifier les données · modifier les données |
| Cauvigny                      | 60135      | 60730       | Beauvais       | Chaumont-en-Vexin       | CC Thelloise                                                      | 17,50            | 1 675 (2022)                      | 96                 | modifier les données · modifier les données |
| Cempuis                       | 60136      | 60210       | Beauvais       | Grandvilliers           | CC de la Picardie verte                                           | 9,38             | 479 (2022)                        | 51                 | modifier les données · modifier les données |
| Cernoy                        | 60137      | 60190       | Clermont       | Estrées-Saint-Denis     | CC du Plateau Picard                                              | 4,91             | 294 (2022)                        | 60                 | modifier les données · modifier les données |
| Chamant                       | 60138      | 60300       | Senlis         | Senlis                  | CC Senlis Sud Oise                                                | 12,00            | 1 037 (2022)                      | 86                 | modifier les données · modifier les données |
| Chambly                       | 60139      | 60230       | Senlis         | Méru                    | CC Thelloise                                                      | 12,87            | 9 909 (2022)                      | 770                | modifier les données · modifier les données |
| Chambors                      | 60140      | 60240       | Beauvais       | Chaumont-en-Vexin       | CC du Vexin-Thelle                                                | 6,65             | 303 (2022)                        | 46                 | modifier les données · modifier les données |
| Chantilly                     | 60141      | 60500       | Senlis         | Chantilly               | CC de l'Aire Cantilienne                                          | 16,19            | 10 740 (2022)                     | 663                | modifier les données · modifier les données |
| La Chapelle-en-Serval         | 60142      | 60520       | Senlis         | Senlis                  | CC de l'Aire Cantilienne                                          | 10,81            | 3 109 (2022)                      | 288                | modifier les données · modifier les données |
| Chaumont-en-Vexin             | 60143      | 60240       | Beauvais       | Chaumont-en-Vexin       | CC du Vexin-Thelle                                                | 18,54            | 3 359 (2022)                      | 181                | modifier les données · modifier les données |
| Chavençon                     | 60144      | 60240       | Beauvais       | Chaumont-en-Vexin       | CC des Sablons                                                    | 5,76             | 162 (2022)                        | 28                 | modifier les données · modifier les données |
| Chelles                       | 60145      | 60350       | Compiègne      | Compiègne-2             | CC des Lisières de l'Oise                                         | 9,08             | 475 (2022)                        | 52                 | modifier les données · modifier les données |
| Chepoix                       | 60146      | 60120       | Clermont       | Saint-Just-en-Chaussée  | CC de l'Oise Picarde                                              | 8,86             | 457 (2022)                        | 52                 | modifier les données · modifier les données |
| Chevincourt                   | 60147      | 60150       | Compiègne      | Thourotte               | CC des Deux Vallées                                               | 8,12             | 782 (2022)                        | 96                 | modifier les données · modifier les données |
| Chèvreville                   | 60148      | 60440       | Senlis         | Nanteuil-le-Haudouin    | CC du Pays de Valois                                              | 10,34            | 405 (2022)                        | 39                 | modifier les données · modifier les données |
| Chevrières                    | 60149      | 60710       | Compiègne      | Estrées-Saint-Denis     | CC de la Plaine d'Estrées                                         | 12,40            | 2 017 (2022)                      | 163                | modifier les données · modifier les données |
| Chiry-Ourscamp                | 60150      | 60138       | Compiègne      | Thourotte               | CC des Deux Vallées                                               | 13,25            | 1 109 (2022)                      | 84                 | modifier les données · modifier les données |
| Choisy-au-Bac                 | 60151      | 60750       | Compiègne      | Compiègne-1             | CA Agglomération de la Région de Compiègne et de la Basse Automne | 15,86            | 3 386 (2022)                      | 213                | modifier les données · modifier les données |
| Choisy-la-Victoire            | 60152      | 60190       | Clermont       | Estrées-Saint-Denis     | CC de la Plaine d'Estrées                                         | 9,97             | 245 (2022)                        | 25                 | modifier les données · modifier les données |
| Choqueuse-les-Bénards         | 60153      | 60360       | Beauvais       | Saint-Just-en-Chaussée  | CC de l'Oise Picarde                                              | 4,16             | 99 (2022)                         | 24                 | modifier les données · modifier les données |
| Cinqueux                      | 60154      | 60940       | Clermont       | Pont-Sainte-Maxence     | CC des pays d'Oise et d'Halatte                                   | 6,79             | 1 638 (2022)                      | 241                | modifier les données · modifier les données |
| Cires-lès-Mello               | 60155      | 60660       | Senlis         | Montataire              | CC Thelloise                                                      | 16,73            | 3 997 (2022)                      | 239                | modifier les données · modifier les données |
| Clairoix                      | 60156      | 60280       | Compiègne      | Compiègne-1             | CA Agglomération de la Région de Compiègne et de la Basse Automne | 4,70             | 2 220 (2022)                      | 472                | modifier les données · modifier les données |
| Clermont                      | 60157      | 60600       | Clermont       | Clermont                | CC du Clermontois                                                 | 5,81             | 10 704 (2022)                     | 1 842              | modifier les données · modifier les données |
| Coivrel                       | 60158      | 60420       | Clermont       | Estrées-Saint-Denis     | CC du Plateau Picard                                              | 6,11             | 245 (2022)                        | 40                 | modifier les données · modifier les données |
| Compiègne                     | 60159      | 60200       | Compiègne      | Compiègne-1 Compiègne-2 | CA Agglomération de la Région de Compiègne et de la Basse Automne | 53,10            | 40 808 (2022)                     | 769                | modifier les données · modifier les données |
| Conchy-les-Pots               | 60160      | 60490       | Compiègne      | Estrées-Saint-Denis     | CC du Pays des Sources                                            | 9,67             | 753 (2022)                        | 78                 | modifier les données · modifier les données |
| Conteville                    | 60161      | 60360       | Beauvais       | Saint-Just-en-Chaussée  | CC de l'Oise Picarde                                              | 3,62             | 71 (2022)                         | 20                 | modifier les données · modifier les données |
| Corbeil-Cerf                  | 60162      | 60110       | Beauvais       | Chaumont-en-Vexin       | CC des Sablons                                                    | 3,95             | 332 (2022)                        | 84                 | modifier les données · modifier les données |
| Cormeilles                    | 60163      | 60120       | Beauvais       | Saint-Just-en-Chaussée  | CC de l'Oise Picarde                                              | 7,21             | 393 (2022)                        | 55                 | modifier les données · modifier les données |
| La Corne-en-Vexin             | 60209      | 60240       | Beauvais       | Chaumont-en-Vexin       | CC du Vexin-Thelle                                                | 16,85            | 544 (2022)                        | 32                 | modifier les données · modifier les données |
| Le Coudray-Saint-Germer       | 60164      | 60850       | Beauvais       | Grandvilliers           | CC du Pays de Bray                                                | 13,48            | 857 (2022)                        | 64                 | modifier les données · modifier les données |
| Le Coudray-sur-Thelle         | 60165      | 60430       | Beauvais       | Chaumont-en-Vexin       | CC Thelloise                                                      | 3,76             | 555 (2022)                        | 148                | modifier les données · modifier les données |
| Coudun                        | 60166      | 60150       | Compiègne      | Estrées-Saint-Denis     | CC du Pays des Sources                                            | 10,40            | 1 054 (2022)                      | 101                | modifier les données · modifier les données |
| Couloisy                      | 60167      | 60350       | Compiègne      | Compiègne-1             | CC des Lisières de l'Oise                                         | 3,74             | 592 (2022)                        | 158                | modifier les données · modifier les données |
| Courcelles-Epayelles          | 60168      | 60420       | Clermont       | Estrées-Saint-Denis     | CC du Plateau Picard                                              | 6,38             | 212 (2022)                        | 33                 | modifier les données · modifier les données |
| Courcelles-lès-Gisors         | 60169      | 60240       | Beauvais       | Chaumont-en-Vexin       | CC du Vexin-Thelle                                                | 6,92             | 811 (2022)                        | 117                | modifier les données · modifier les données |
| Courteuil                     | 60170      | 60300       | Senlis         | Senlis                  | CC Senlis Sud Oise                                                | 5,32             | 578 (2022)                        | 109                | modifier les données · modifier les données |
| Courtieux                     | 60171      | 60350       | Compiègne      | Compiègne-1             | CC des Lisières de l'Oise                                         | 2,62             | 174 (2022)                        | 66                 | modifier les données · modifier les données |
| Coye-la-Forêt                 | 60172      | 60580       | Senlis         | Chantilly               | CC de l'Aire Cantilienne                                          | 6,96             | 3 868 (2022)                      | 556                | modifier les données · modifier les données |
| Cramoisy                      | 60173      | 60660       | Senlis         | Montataire              | CA Creil Sud Oise                                                 | 6,30             | 804 (2022)                        | 128                | modifier les données · modifier les données |
| Crapeaumesnil                 | 60174      | 60310       | Compiègne      | Thourotte               | CC du Pays des Sources                                            | 4,82             | 220 (2022)                        | 46                 | modifier les données · modifier les données |
| Creil                         | 60175      | 60100       | Senlis         | Creil                   | CA Creil Sud Oise                                                 | 11,09            | 36 494 (2022)                     | 3 291              | modifier les données · modifier les données |
| Crépy-en-Valois               | 60176      | 60800       | Senlis         | Crépy-en-Valois         | CC du Pays de Valois                                              | 16,28            | 14 243 (2022)                     | 875                | modifier les données · modifier les données |
| Cressonsacq                   | 60177      | 60190       | Clermont       | Estrées-Saint-Denis     | CC du Plateau Picard                                              | 6,53             | 437 (2022)                        | 67                 | modifier les données · modifier les données |
| Crèvecœur-le-Grand            | 60178      | 60360       | Beauvais       | Saint-Just-en-Chaussée  | CA du Beauvaisis                                                  | 12,30            | 3 458 (2022)                      | 281                | modifier les données · modifier les données |
| Crèvecœur-le-Petit            | 60179      | 60420       | Clermont       | Estrées-Saint-Denis     | CC du Plateau Picard                                              | 3,33             | 157 (2022)                        | 47                 | modifier les données · modifier les données |
| Crillon                       | 60180      | 60112       | Beauvais       | Grandvilliers           | CC de la Picardie verte                                           | 8,66             | 488 (2022)                        | 56                 | modifier les données · modifier les données |
| Crisolles                     | 60181      | 60400       | Compiègne      | Noyon                   | CC du Pays Noyonnais                                              | 10,54            | 921 (2022)                        | 87                 | modifier les données · modifier les données |
| Le Crocq                      | 60182      | 60120       | Beauvais       | Saint-Just-en-Chaussée  | CC de l'Oise Picarde                                              | 3,10             | 178 (2022)                        | 57                 | modifier les données · modifier les données |
| Croissy-sur-Celle             | 60183      | 60120       | Beauvais       | Saint-Just-en-Chaussée  | CC de l'Oise Picarde                                              | 11,10            | 234 (2022)                        | 21                 | modifier les données · modifier les données |
| Croutoy                       | 60184      | 60350       | Compiègne      | Compiègne-2             | CC des Lisières de l'Oise                                         | 3,27             | 205 (2022)                        | 63                 | modifier les données · modifier les données |
| Crouy-en-Thelle               | 60185      | 60530       | Senlis         | Chantilly               | CC Thelloise                                                      | 5,87             | 1 100 (2022)                      | 187                | modifier les données · modifier les données |
| Cuignières                    | 60186      | 60130       | Clermont       | Saint-Just-en-Chaussée  | CC du Plateau Picard                                              | 6,24             | 266 (2022)                        | 43                 | modifier les données · modifier les données |
| Cuigy-en-Bray                 | 60187      | 60850       | Beauvais       | Grandvilliers           | CC du Pays de Bray                                                | 9,81             | 966 (2022)                        | 98                 | modifier les données · modifier les données |
| Cuise-la-Motte                | 60188      | 60350       | Compiègne      | Compiègne-2             | CC des Lisières de l'Oise                                         | 10,05            | 2 101 (2022)                      | 209                | modifier les données · modifier les données |
| Cuts                          | 60189      | 60400       | Compiègne      | Noyon                   | CC du Pays Noyonnais                                              | 10,78            | 955 (2022)                        | 89                 | modifier les données · modifier les données |
| Cuvergnon                     | 60190      | 60620       | Senlis         | Nanteuil-le-Haudouin    | CC du Pays de Valois                                              | 7,33             | 315 (2022)                        | 43                 | modifier les données · modifier les données |
| Cuvilly                       | 60191      | 60490       | Compiègne      | Estrées-Saint-Denis     | CC du Pays des Sources                                            | 8,61             | 621 (2022)                        | 72                 | modifier les données · modifier les données |
| Cuy                           | 60192      | 60310       | Compiègne      | Thourotte               | CC du Pays des Sources                                            | 4,33             | 216 (2022)                        | 50                 | modifier les données · modifier les données |
| Daméraucourt                  | 60193      | 60210       | Beauvais       | Grandvilliers           | CC de la Picardie verte                                           | 8,57             | 200 (2022)                        | 23                 | modifier les données · modifier les données |
| Dargies                       | 60194      | 60210       | Beauvais       | Grandvilliers           | CC de la Picardie verte                                           | 14,42            | 242 (2022)                        | 17                 | modifier les données · modifier les données |
| Delincourt                    | 60195      | 60240       | Beauvais       | Chaumont-en-Vexin       | CC du Vexin-Thelle                                                | 8,05             | 533 (2022)                        | 66                 | modifier les données · modifier les données |
| Dieudonné                     | 60197      | 60530       | Senlis         | Méru                    | CC Thelloise                                                      | 10,38            | 973 (2022)                        | 94                 | modifier les données · modifier les données |
| Dives                         | 60198      | 60310       | Compiègne      | Thourotte               | CC du Pays des Sources                                            | 8,29             | 376 (2022)                        | 45                 | modifier les données · modifier les données |
| Doméliers                     | 60199      | 60360       | Beauvais       | Saint-Just-en-Chaussée  | CC de l'Oise Picarde                                              | 6,13             | 254 (2022)                        | 41                 | modifier les données · modifier les données |
| Domfront                      | 60200      | 60420       | Clermont       | Estrées-Saint-Denis     | CC du Plateau Picard                                              | 2,76             | 317 (2022)                        | 115                | modifier les données · modifier les données |
| Dompierre                     | 60201      | 60420       | Clermont       | Estrées-Saint-Denis     | CC du Plateau Picard                                              | 2,73             | 245 (2022)                        | 90                 | modifier les données · modifier les données |
| La Drenne                     | 60196      | 60790       | Beauvais       | Chaumont-en-Vexin       | CC des Sablons                                                    | 13,87            | 1 086 (2022)                      | 78                 | modifier les données · modifier les données |
| Duvy                          | 60203      | 60800       | Senlis         | Crépy-en-Valois         | CC du Pays de Valois                                              | 8,51             | 417 (2022)                        | 49                 | modifier les données · modifier les données |
| Écuvilly                      | 60204      | 60310       | Compiègne      | Thourotte               | CC du Pays des Sources                                            | 5,77             | 299 (2022)                        | 52                 | modifier les données · modifier les données |
| Élencourt                     | 60205      | 60210       | Beauvais       | Grandvilliers           | CC de la Picardie verte                                           | 1,34             | 49 (2022)                         | 37                 | modifier les données · modifier les données |
| Élincourt-Sainte-Marguerite   | 60206      | 60157       | Compiègne      | Thourotte               | CC du Pays des Sources                                            | 10,98            | 918 (2022)                        | 84                 | modifier les données · modifier les données |
| Éméville                      | 60207      | 60123       | Senlis         | Crépy-en-Valois         | CC du Pays de Valois                                              | 1,84             | 285 (2022)                        | 155                | modifier les données · modifier les données |
| Énencourt-Léage               | 60208      | 60590       | Beauvais       | Chaumont-en-Vexin       | CC du Vexin-Thelle                                                | 4,46             | 116 (2022)                        | 26                 | modifier les données · modifier les données |
| Épineuse                      | 60210      | 60190       | Clermont       | Estrées-Saint-Denis     | CC de la Plaine d'Estrées                                         | 7,12             | 282 (2022)                        | 40                 | modifier les données · modifier les données |
| Éragny-sur-Epte               | 60211      | 60590       | Beauvais       | Chaumont-en-Vexin       | CC du Vexin-Thelle                                                | 8,53             | 599 (2022)                        | 70                 | modifier les données · modifier les données |
| Ercuis                        | 60212      | 60530       | Senlis         | Méru                    | CC Thelloise                                                      | 4,38             | 1 626 (2022)                      | 371                | modifier les données · modifier les données |
| Ermenonville                  | 60213      | 60950       | Senlis         | Nanteuil-le-Haudouin    | CC du Pays de Valois                                              | 16,49            | 927 (2022)                        | 56                 | modifier les données · modifier les données |
| Ernemont-Boutavent            | 60214      | 60380       | Beauvais       | Grandvilliers           | CC de la Picardie verte                                           | 8,95             | 176 (2022)                        | 20                 | modifier les données · modifier les données |
| Erquery                       | 60215      | 60600       | Clermont       | Clermont                | CC du Clermontois                                                 | 5,91             | 592 (2022)                        | 100                | modifier les données · modifier les données |
| Erquinvillers                 | 60216      | 60130       | Clermont       | Saint-Just-en-Chaussée  | CC du Plateau Picard                                              | 3,77             | 185 (2022)                        | 49                 | modifier les données · modifier les données |
| Escames                       | 60217      | 60380       | Beauvais       | Grandvilliers           | CC de la Picardie verte                                           | 11,68            | 223 (2022)                        | 19                 | modifier les données · modifier les données |
| Esches                        | 60218      | 60110       | Beauvais       | Méru                    | CC des Sablons                                                    | 7,69             | 1 654 (2022)                      | 215                | modifier les données · modifier les données |
| Escles-Saint-Pierre           | 60219      | 60220       | Beauvais       | Grandvilliers           | CC de la Picardie verte                                           | 3,37             | 176 (2022)                        | 52                 | modifier les données · modifier les données |
| Espaubourg                    | 60220      | 60650       | Beauvais       | Grandvilliers           | CC du Pays de Bray                                                | 5,99             | 504 (2022)                        | 84                 | modifier les données · modifier les données |
| Esquennoy                     | 60221      | 60120       | Clermont       | Saint-Just-en-Chaussée  | CC de l'Oise Picarde                                              | 9,79             | 735 (2022)                        | 75                 | modifier les données · modifier les données |
| Essuiles                      | 60222      | 60510       | Clermont       | Saint-Just-en-Chaussée  | CC du Plateau Picard                                              | 13,54            | 520 (2022)                        | 38                 | modifier les données · modifier les données |
| Estrées-Saint-Denis           | 60223      | 60190       | Compiègne      | Estrées-Saint-Denis     | CC de la Plaine d'Estrées                                         | 8,08             | 3 660 (2022)                      | 453                | modifier les données · modifier les données |
| Étavigny                      | 60224      | 60620       | Senlis         | Nanteuil-le-Haudouin    | CC du Pays de Valois                                              | 7,17             | 177 (2022)                        | 25                 | modifier les données · modifier les données |
| Étouy                         | 60225      | 60600       | Clermont       | Clermont                | CC du Clermontois                                                 | 9,53             | 839 (2022)                        | 88                 | modifier les données · modifier les données |
| Ève                           | 60226      | 60330       | Senlis         | Nanteuil-le-Haudouin    | CC du Pays de Valois                                              | 10,43            | 415 (2022)                        | 40                 | modifier les données · modifier les données |
| Évricourt                     | 60227      | 60310       | Compiègne      | Thourotte               | CC du Pays des Sources                                            | 3,00             | 217 (2022)                        | 72                 | modifier les données · modifier les données |
| Fay-les-Étangs                | 60228      | 60240       | Beauvais       | Chaumont-en-Vexin       | CC du Vexin-Thelle                                                | 8,47             | 470 (2022)                        | 55                 | modifier les données · modifier les données |
| Le Fay-Saint-Quentin          | 60230      | 60510       | Beauvais       | Mouy                    | CA du Beauvaisis                                                  | 7,19             | 529 (2022)                        | 74                 | modifier les données · modifier les données |
| Le Fayel                      | 60229      | 60680       | Compiègne      | Estrées-Saint-Denis     | CC de la Plaine d'Estrées                                         | 2,56             | 233 (2022)                        | 91                 | modifier les données · modifier les données |
| Feigneux                      | 60231      | 60800       | Senlis         | Crépy-en-Valois         | CC du Pays de Valois                                              | 11,41            | 451 (2022)                        | 40                 | modifier les données · modifier les données |
| Ferrières                     | 60232      | 60420       | Clermont       | Estrées-Saint-Denis     | CC du Plateau Picard                                              | 4,81             | 446 (2022)                        | 93                 | modifier les données · modifier les données |
| Feuquières                    | 60233      | 60960       | Beauvais       | Grandvilliers           | CC de la Picardie verte                                           | 12,24            | 1 396 (2022)                      | 114                | modifier les données · modifier les données |
| Fitz-James                    | 60234      | 60600       | Clermont       | Clermont                | CC du Clermontois                                                 | 9,65             | 2 546 (2022)                      | 264                | modifier les données · modifier les données |
| Flavacourt                    | 60235      | 60590       | Beauvais       | Beauvais-2              | CC du Pays de Bray                                                | 18,51            | 677 (2022)                        | 37                 | modifier les données · modifier les données |
| Flavy-le-Meldeux              | 60236      | 60640       | Compiègne      | Noyon                   | CC du Pays Noyonnais                                              | 3,15             | 225 (2022)                        | 71                 | modifier les données · modifier les données |
| Fléchy                        | 60237      | 60120       | Clermont       | Saint-Just-en-Chaussée  | CC de l'Oise Picarde                                              | 4,77             | 87 (2022)                         | 18                 | modifier les données · modifier les données |
| Fleurines                     | 60238      | 60700       | Senlis         | Senlis                  | CC Senlis Sud Oise                                                | 11,95            | 1 927 (2022)                      | 161                | modifier les données · modifier les données |
| Fleury                        | 60239      | 60240       | Beauvais       | Chaumont-en-Vexin       | CC du Vexin-Thelle                                                | 6,29             | 586 (2022)                        | 93                 | modifier les données · modifier les données |
| Fontaine-Bonneleau            | 60240      | 60360       | Beauvais       | Saint-Just-en-Chaussée  | CC de l'Oise Picarde                                              | 16,37            | 235 (2022)                        | 14                 | modifier les données · modifier les données |
| Fontaine-Chaalis              | 60241      | 60300       | Senlis         | Nanteuil-le-Haudouin    | CC Senlis Sud Oise                                                | 33,11            | 326 (2022)                        | 9,8                | modifier les données · modifier les données |
| Fontaine-Lavaganne            | 60242      | 60690       | Beauvais       | Grandvilliers           | CC de la Picardie verte                                           | 6,76             | 503 (2022)                        | 74                 | modifier les données · modifier les données |
| Fontaine-Saint-Lucien         | 60243      | 60480       | Beauvais       | Mouy                    | CA du Beauvaisis                                                  | 7,25             | 176 (2022)                        | 24                 | modifier les données · modifier les données |
| Fontenay-Torcy                | 60244      | 60380       | Beauvais       | Grandvilliers           | CC de la Picardie verte                                           | 5,96             | 144 (2022)                        | 24                 | modifier les données · modifier les données |
| Formerie                      | 60245      | 60220       | Beauvais       | Grandvilliers           | CC de la Picardie verte                                           | 12,82            | 2 101 (2022)                      | 164                | modifier les données · modifier les données |
| Fouilleuse                    | 60247      | 60190       | Clermont       | Clermont                | CC du Clermontois                                                 | 2,91             | 144 (2022)                        | 49                 | modifier les données · modifier les données |
| Fouilloy                      | 60248      | 60220       | Beauvais       | Grandvilliers           | CC de la Picardie verte                                           | 4,62             | 217 (2022)                        | 47                 | modifier les données · modifier les données |
| Foulangues                    | 60249      | 60250       | Senlis         | Montataire              | CC Thelloise                                                      | 5,13             | 193 (2022)                        | 38                 | modifier les données · modifier les données |
| Fouquenies                    | 60250      | 60000       | Beauvais       | Beauvais-1              | CA du Beauvaisis                                                  | 6,35             | 405 (2022)                        | 64                 | modifier les données · modifier les données |
| Fouquerolles                  | 60251      | 60510       | Beauvais       | Mouy                    | CA du Beauvaisis                                                  | 10,21            | 297 (2022)                        | 29                 | modifier les données · modifier les données |
| Fournival                     | 60252      | 60130       | Clermont       | Saint-Just-en-Chaussée  | CC du Plateau Picard                                              | 11,53            | 521 (2022)                        | 45                 | modifier les données · modifier les données |
| Francastel                    | 60253      | 60480       | Beauvais       | Saint-Just-en-Chaussée  | CA du Beauvaisis                                                  | 12,58            | 499 (2022)                        | 40                 | modifier les données · modifier les données |
| Francières                    | 60254      | 60190       | Compiègne      | Estrées-Saint-Denis     | CC de la Plaine d'Estrées                                         | 8,23             | 544 (2022)                        | 66                 | modifier les données · modifier les données |
| Fréniches                     | 60255      | 60640       | Compiègne      | Noyon                   | CC du Pays Noyonnais                                              | 5,96             | 326 (2022)                        | 55                 | modifier les données · modifier les données |
| Fresne-Léguillon              | 60257      | 60240       | Beauvais       | Chaumont-en-Vexin       | CC du Vexin-Thelle                                                | 7,31             | 440 (2022)                        | 60                 | modifier les données · modifier les données |
| Fresnières                    | 60258      | 60310       | Compiègne      | Thourotte               | CC du Pays des Sources                                            | 2,97             | 157 (2022)                        | 53                 | modifier les données · modifier les données |
| Fresnoy-en-Thelle             | 60259      | 60530       | Senlis         | Méru                    | CC Thelloise                                                      | 6,28             | 874 (2022)                        | 139                | modifier les données · modifier les données |
| Fresnoy-la-Rivière            | 60260      | 60127       | Senlis         | Crépy-en-Valois         | CC du Pays de Valois                                              | 6,81             | 681 (2022)                        | 100                | modifier les données · modifier les données |
| Fresnoy-le-Luat               | 60261      | 60800       | Senlis         | Nanteuil-le-Haudouin    | CC du Pays de Valois                                              | 11,50            | 547 (2022)                        | 48                 | modifier les données · modifier les données |
| Le Frestoy-Vaux               | 60262      | 60420       | Clermont       | Estrées-Saint-Denis     | CC du Plateau Picard                                              | 8,79             | 231 (2022)                        | 26                 | modifier les données · modifier les données |
| Frétoy-le-Château             | 60263      | 60640       | Compiègne      | Noyon                   | CC du Pays Noyonnais                                              | 5,01             | 264 (2022)                        | 53                 | modifier les données · modifier les données |
| Frocourt                      | 60264      | 60000       | Beauvais       | Beauvais-2              | CA du Beauvaisis                                                  | 6,44             | 522 (2022)                        | 81                 | modifier les données · modifier les données |
| Froissy                       | 60265      | 60480       | Clermont       | Saint-Just-en-Chaussée  | CC de l'Oise Picarde                                              | 6,56             | 966 (2022)                        | 147                | modifier les données · modifier les données |
| Le Gallet                     | 60267      | 60360       | Beauvais       | Saint-Just-en-Chaussée  | CC de l'Oise Picarde                                              | 3,47             | 158 (2022)                        | 46                 | modifier les données · modifier les données |
| Gannes                        | 60268      | 60120       | Clermont       | Saint-Just-en-Chaussée  | CC du Plateau Picard                                              | 8,56             | 356 (2022)                        | 42                 | modifier les données · modifier les données |
| Gaudechart                    | 60269      | 60210       | Beauvais       | Grandvilliers           | CC de la Picardie verte                                           | 5,71             | 346 (2022)                        | 61                 | modifier les données · modifier les données |
| Genvry                        | 60270      | 60400       | Compiègne      | Noyon                   | CC du Pays Noyonnais                                              | 5,14             | 330 (2022)                        | 64                 | modifier les données · modifier les données |
| Gerberoy                      | 60271      | 60380       | Beauvais       | Grandvilliers           | CC de la Picardie verte                                           | 4,51             | 86 (2022)                         | 19                 | modifier les données · modifier les données |
| Gilocourt                     | 60272      | 60129       | Senlis         | Crépy-en-Valois         | CC du Pays de Valois                                              | 6,93             | 629 (2022)                        | 91                 | modifier les données · modifier les données |
| Giraumont                     | 60273      | 60150       | Compiègne      | Estrées-Saint-Denis     | CC du Pays des Sources                                            | 3,55             | 524 (2022)                        | 148                | modifier les données · modifier les données |
| Glaignes                      | 60274      | 60129       | Senlis         | Crépy-en-Valois         | CC du Pays de Valois                                              | 5,42             | 364 (2022)                        | 67                 | modifier les données · modifier les données |
| Glatigny                      | 60275      | 60650       | Beauvais       | Grandvilliers           | CC de la Picardie verte                                           | 3,63             | 217 (2022)                        | 60                 | modifier les données · modifier les données |
| Godenvillers                  | 60276      | 60420       | Clermont       | Estrées-Saint-Denis     | CC du Plateau Picard                                              | 5,18             | 200 (2022)                        | 39                 | modifier les données · modifier les données |
| Goincourt                     | 60277      | 60000       | Beauvais       | Beauvais-2              | CA du Beauvaisis                                                  | 6,52             | 1 582 (2022)                      | 243                | modifier les données · modifier les données |
| Golancourt                    | 60278      | 60640       | Compiègne      | Noyon                   | CC du Pays Noyonnais                                              | 4,13             | 407 (2022)                        | 99                 | modifier les données · modifier les données |
| Gondreville                   | 60279      | 60117       | Senlis         | Nanteuil-le-Haudouin    | CC du Pays de Valois                                              | 7,09             | 217 (2022)                        | 31                 | modifier les données · modifier les données |
| Gourchelles                   | 60280      | 60220       | Beauvais       | Grandvilliers           | CC de la Picardie verte                                           | 2,23             | 104 (2022)                        | 47                 | modifier les données · modifier les données |
| Gournay-sur-Aronde            | 60281      | 60190       | Compiègne      | Estrées-Saint-Denis     | CC du Pays des Sources                                            | 14,71            | 535 (2022)                        | 36                 | modifier les données · modifier les données |
| Gouvieux                      | 60282      | 60270       | Senlis         | Chantilly               | CC de l'Aire Cantilienne                                          | 23,25            | 8 934 (2022)                      | 384                | modifier les données · modifier les données |
| Gouy-les-Groseillers          | 60283      | 60120       | Clermont       | Saint-Just-en-Chaussée  | CC de l'Oise Picarde                                              | 3,07             | 15 (2022)                         | 4,9                | modifier les données · modifier les données |
| Grandfresnoy                  | 60284      | 60680       | Compiègne      | Estrées-Saint-Denis     | CC de la Plaine d'Estrées                                         | 10,57            | 1 826 (2022)                      | 173                | modifier les données · modifier les données |
| Grandrû                       | 60287      | 60400       | Compiègne      | Noyon                   | CC du Pays Noyonnais                                              | 7,35             | 367 (2022)                        | 50                 | modifier les données · modifier les données |
| Grandvillers-aux-Bois         | 60285      | 60190       | Clermont       | Estrées-Saint-Denis     | CC du Plateau Picard                                              | 6,63             | 300 (2022)                        | 45                 | modifier les données · modifier les données |
| Grandvilliers                 | 60286      | 60210       | Beauvais       | Grandvilliers           | CC de la Picardie verte                                           | 6,64             | 2 761 (2022)                      | 416                | modifier les données · modifier les données |
| Grémévillers                  | 60288      | 60380       | Beauvais       | Grandvilliers           | CC de la Picardie verte                                           | 6,85             | 479 (2022)                        | 70                 | modifier les données · modifier les données |
| Grez                          | 60289      | 60210       | Beauvais       | Grandvilliers           | CC de la Picardie verte                                           | 5,86             | 264 (2022)                        | 45                 | modifier les données · modifier les données |
| Guignecourt                   | 60290      | 60480       | Beauvais       | Mouy                    | CA du Beauvaisis                                                  | 4,62             | 386 (2022)                        | 84                 | modifier les données · modifier les données |
| Guiscard                      | 60291      | 60640       | Compiègne      | Noyon                   | CC du Pays Noyonnais                                              | 20,49            | 1 763 (2022)                      | 86                 | modifier les données · modifier les données |
| Gury                          | 60292      | 60310       | Compiègne      | Thourotte               | CC du Pays des Sources                                            | 5,01             | 233 (2022)                        | 47                 | modifier les données · modifier les données |
| Hadancourt-le-Haut-Clocher    | 60293      | 60240       | Beauvais       | Chaumont-en-Vexin       | CC du Vexin-Thelle                                                | 8,67             | 379 (2022)                        | 44                 | modifier les données · modifier les données |
| Hainvillers                   | 60294      | 60490       | Compiègne      | Estrées-Saint-Denis     | CC du Pays des Sources                                            | 2,96             | 87 (2022)                         | 29                 | modifier les données · modifier les données |
| Halloy                        | 60295      | 60210       | Beauvais       | Grandvilliers           | CC de la Picardie verte                                           | 3,84             | 439 (2022)                        | 114                | modifier les données · modifier les données |
| Le Hamel                      | 60297      | 60210       | Beauvais       | Grandvilliers           | CC de la Picardie verte                                           | 7,86             | 185 (2022)                        | 24                 | modifier les données · modifier les données |
| Hannaches                     | 60296      | 60650       | Beauvais       | Grandvilliers           | CC de la Picardie verte                                           | 9,52             | 130 (2022)                        | 14                 | modifier les données · modifier les données |
| Hanvoile                      | 60298      | 60650       | Beauvais       | Grandvilliers           | CC de la Picardie verte                                           | 5,88             | 654 (2022)                        | 111                | modifier les données · modifier les données |
| Hardivillers                  | 60299      | 60120       | Clermont       | Saint-Just-en-Chaussée  | CC de l'Oise Picarde                                              | 9,63             | 551 (2022)                        | 57                 | modifier les données · modifier les données |
| Haucourt                      | 60301      | 60112       | Beauvais       | Grandvilliers           | CC de la Picardie verte                                           | 3,88             | 132 (2022)                        | 34                 | modifier les données · modifier les données |
| Haudivillers                  | 60302      | 60510       | Beauvais       | Mouy                    | CA du Beauvaisis                                                  | 9,79             | 767 (2022)                        | 78                 | modifier les données · modifier les données |
| Hautbos                       | 60303      | 60210       | Beauvais       | Grandvilliers           | CC de la Picardie verte                                           | 4,30             | 191 (2022)                        | 44                 | modifier les données · modifier les données |
| Haute-Épine                   | 60304      | 60690       | Beauvais       | Grandvilliers           | CC de la Picardie verte                                           | 6,73             | 262 (2022)                        | 39                 | modifier les données · modifier les données |
| Hautefontaine                 | 60305      | 60350       | Compiègne      | Compiègne-2             | CC des Lisières de l'Oise                                         | 5,57             | 347 (2022)                        | 62                 | modifier les données · modifier les données |
| Les Hauts-Talican             | 60694      | 60390       | Beauvais       | Chaumont-en-Vexin       | CC des Sablons                                                    | 13,03            | 547 (2022)                        | 42                 | modifier les données · modifier les données |
| Hécourt                       | 60306      | 60380       | Beauvais       | Grandvilliers           | CC de la Picardie verte                                           | 7,47             | 149 (2022)                        | 20                 | modifier les données · modifier les données |
| Heilles                       | 60307      | 60250       | Clermont       | Mouy                    | CC Thelloise                                                      | 6,01             | 649 (2022)                        | 108                | modifier les données · modifier les données |
| Hémévillers                   | 60308      | 60190       | Compiègne      | Estrées-Saint-Denis     | CC de la Plaine d'Estrées                                         | 6,93             | 467 (2022)                        | 67                 | modifier les données · modifier les données |
| Hénonville                    | 60309      | 60119       | Beauvais       | Chaumont-en-Vexin       | CC des Sablons                                                    | 6,84             | 909 (2022)                        | 133                | modifier les données · modifier les données |
| Herchies                      | 60310      | 60112       | Beauvais       | Beauvais-1              | CA du Beauvaisis                                                  | 4,41             | 588 (2022)                        | 133                | modifier les données · modifier les données |
| La Hérelle                    | 60311      | 60120       | Clermont       | Saint-Just-en-Chaussée  | CC de l'Oise Picarde                                              | 5,15             | 238 (2022)                        | 46                 | modifier les données · modifier les données |
| Héricourt-sur-Thérain         | 60312      | 60380       | Beauvais       | Grandvilliers           | CC de la Picardie verte                                           | 4,35             | 108 (2022)                        | 25                 | modifier les données · modifier les données |
| Hermes                        | 60313      | 60370       | Beauvais       | Mouy                    | CA du Beauvaisis                                                  | 11,72            | 2 510 (2022)                      | 214                | modifier les données · modifier les données |
| Hétomesnil                    | 60314      | 60360       | Beauvais       | Grandvilliers           | CC de la Picardie verte                                           | 7,84             | 321 (2022)                        | 41                 | modifier les données · modifier les données |
| Hodenc-en-Bray                | 60315      | 60650       | Beauvais       | Grandvilliers           | CC du Pays de Bray                                                | 9,94             | 484 (2022)                        | 49                 | modifier les données · modifier les données |
| Hodenc-l'Évêque               | 60316      | 60430       | Beauvais       | Chaumont-en-Vexin       | CC Thelloise                                                      | 3,47             | 228 (2022)                        | 66                 | modifier les données · modifier les données |
| Hondainville                  | 60317      | 60250       | Clermont       | Mouy                    | CC Thelloise                                                      | 6,00             | 715 (2022)                        | 119                | modifier les données · modifier les données |
| Houdancourt                   | 60318      | 60710       | Compiègne      | Estrées-Saint-Denis     | CC de la Plaine d'Estrées                                         | 6,71             | 676 (2022)                        | 101                | modifier les données · modifier les données |
| La Houssoye                   | 60319      | 60390       | Beauvais       | Beauvais-2              | CC du Vexin-Thelle                                                | 6,50             | 605 (2022)                        | 93                 | modifier les données · modifier les données |
| Ivors                         | 60320      | 60141       | Senlis         | Nanteuil-le-Haudouin    | CC du Pays de Valois                                              | 8,35             | 255 (2022)                        | 31                 | modifier les données · modifier les données |
| Ivry-le-Temple                | 60321      | 60173       | Beauvais       | Chaumont-en-Vexin       | CC des Sablons                                                    | 12,47            | 876 (2022)                        | 70                 | modifier les données · modifier les données |
| Jaméricourt                   | 60322      | 60240       | Beauvais       | Chaumont-en-Vexin       | CC du Vexin-Thelle                                                | 4,25             | 309 (2022)                        | 73                 | modifier les données · modifier les données |
| Janville                      | 60323      | 60150       | Compiègne      | Compiègne-1             | CA Agglomération de la Région de Compiègne et de la Basse Automne | 0,94             | 635 (2022)                        | 676                | modifier les données · modifier les données |
| Jaulzy                        | 60324      | 60350       | Compiègne      | Compiègne-1             | CC des Lisières de l'Oise                                         | 7,26             | 858 (2022)                        | 118                | modifier les données · modifier les données |
| Jaux                          | 60325      | 60880       | Compiègne      | Compiègne-2             | CA Agglomération de la Région de Compiègne et de la Basse Automne | 8,63             | 2 240 (2022)                      | 260                | modifier les données · modifier les données |
| Jonquières                    | 60326      | 60680       | Compiègne      | Compiègne-2             | CA Agglomération de la Région de Compiègne et de la Basse Automne | 7,32             | 600 (2022)                        | 82                 | modifier les données · modifier les données |
| Jouy-sous-Thelle              | 60327      | 60240       | Beauvais       | Chaumont-en-Vexin       | CC du Vexin-Thelle                                                | 12,78            | 1 067 (2022)                      | 83                 | modifier les données · modifier les données |
| Juvignies                     | 60328      | 60112       | Beauvais       | Mouy                    | CA du Beauvaisis                                                  | 8,09             | 297 (2022)                        | 37                 | modifier les données · modifier les données |
| Laberlière                    | 60329      | 60310       | Compiègne      | Thourotte               | CC du Pays des Sources                                            | 3,49             | 200 (2022)                        | 57                 | modifier les données · modifier les données |
| Laboissière-en-Thelle         | 60330      | 60570       | Beauvais       | Chaumont-en-Vexin       | CC des Sablons                                                    | 9,64             | 1 330 (2022)                      | 138                | modifier les données · modifier les données |
| Labosse                       | 60331      | 60590       | Beauvais       | Beauvais-2              | CC du Pays de Bray                                                | 14,22            | 457 (2022)                        | 32                 | modifier les données · modifier les données |
| Labruyère                     | 60332      | 60140       | Clermont       | Clermont                | CC du Liancourtois - la Vallée dorée                              | 2,41             | 699 (2022)                        | 290                | modifier les données · modifier les données |
| Lachapelle-aux-Pots           | 60333      | 60650       | Beauvais       | Beauvais-2              | CC du Pays de Bray                                                | 9,85             | 1 534 (2022)                      | 156                | modifier les données · modifier les données |
| Lachapelle-Saint-Pierre       | 60334      | 60730       | Beauvais       | Chaumont-en-Vexin       | CC Thelloise                                                      | 4,22             | 830 (2022)                        | 197                | modifier les données · modifier les données |
| Lachapelle-sous-Gerberoy      | 60335      | 60380       | Beauvais       | Grandvilliers           | CC de la Picardie verte                                           | 4,93             | 159 (2022)                        | 32                 | modifier les données · modifier les données |
| Lachaussée-du-Bois-d'Écu      | 60336      | 60480       | Beauvais       | Saint-Just-en-Chaussée  | CA du Beauvaisis                                                  | 5,92             | 184 (2022)                        | 31                 | modifier les données · modifier les données |
| Lachelle                      | 60337      | 60190       | Compiègne      | Compiègne-2             | CA Agglomération de la Région de Compiègne et de la Basse Automne | 9,07             | 807 (2022)                        | 89                 | modifier les données · modifier les données |
| Lacroix-Saint-Ouen            | 60338      | 60610       | Compiègne      | Compiègne-2             | CA Agglomération de la Région de Compiègne et de la Basse Automne | 20,83            | 5 175 (2022)                      | 248                | modifier les données · modifier les données |
| Lafraye                       | 60339      | 60510       | Beauvais       | Mouy                    | CA du Beauvaisis                                                  | 5,53             | 350 (2022)                        | 63                 | modifier les données · modifier les données |
| Lagny                         | 60340      | 60310       | Compiègne      | Thourotte               | CC du Pays des Sources                                            | 10,77            | 524 (2022)                        | 49                 | modifier les données · modifier les données |
| Lagny-le-Sec                  | 60341      | 60330       | Senlis         | Nanteuil-le-Haudouin    | CC du Pays de Valois                                              | 11,23            | 2 046 (2022)                      | 182                | modifier les données · modifier les données |
| Laigneville                   | 60342      | 60290       | Clermont       | Nogent-sur-Oise         | CC du Liancourtois - la Vallée dorée                              | 8,53             | 4 846 (2022)                      | 568                | modifier les données · modifier les données |
| Lalande-en-Son                | 60343      | 60590       | Beauvais       | Beauvais-2              | CC du Pays de Bray                                                | 5,99             | 598 (2022)                        | 100                | modifier les données · modifier les données |
| Lalandelle                    | 60344      | 60850       | Beauvais       | Beauvais-2              | CC du Pays de Bray                                                | 11,23            | 521 (2022)                        | 46                 | modifier les données · modifier les données |
| Lamécourt                     | 60345      | 60600       | Clermont       | Clermont                | CC du Clermontois                                                 | 3,44             | 194 (2022)                        | 56                 | modifier les données · modifier les données |
| Lamorlaye                     | 60346      | 60260       | Senlis         | Chantilly               | CC de l'Aire Cantilienne                                          | 15,34            | 9 097 (2022)                      | 593                | modifier les données · modifier les données |
| Lannoy-Cuillère               | 60347      | 60220       | Beauvais       | Grandvilliers           | CC de la Picardie verte                                           | 14,98            | 281 (2022)                        | 19                 | modifier les données · modifier les données |
| Larbroye                      | 60348      | 60400       | Compiègne      | Noyon                   | CC du Pays Noyonnais                                              | 2,20             | 511 (2022)                        | 232                | modifier les données · modifier les données |
| Lassigny                      | 60350      | 60310       | Compiègne      | Thourotte               | CC du Pays des Sources                                            | 16,65            | 1 436 (2022)                      | 86                 | modifier les données · modifier les données |
| Lataule                       | 60351      | 60490       | Compiègne      | Estrées-Saint-Denis     | CC du Pays des Sources                                            | 7,37             | 117 (2022)                        | 16                 | modifier les données · modifier les données |
| Lattainville                  | 60352      | 60240       | Beauvais       | Chaumont-en-Vexin       | CC du Vexin-Thelle                                                | 3,44             | 174 (2022)                        | 51                 | modifier les données · modifier les données |
| Lavacquerie                   | 60353      | 60120       | Beauvais       | Grandvilliers           | CC de la Picardie verte                                           | 8,28             | 185 (2022)                        | 22                 | modifier les données · modifier les données |
| Laverrière                    | 60354      | 60210       | Beauvais       | Grandvilliers           | CC de la Picardie verte                                           | 3,74             | 28 (2022)                         | 7,5                | modifier les données · modifier les données |
| Laversines                    | 60355      | 60510       | Beauvais       | Mouy                    | CA du Beauvaisis                                                  | 13,79            | 1 133 (2022)                      | 82                 | modifier les données · modifier les données |
| Lavilletertre                 | 60356      | 60240       | Beauvais       | Chaumont-en-Vexin       | CC du Vexin-Thelle                                                | 16,22            | 637 (2022)                        | 39                 | modifier les données · modifier les données |
| Léglantiers                   | 60357      | 60420       | Clermont       | Estrées-Saint-Denis     | CC du Plateau Picard                                              | 7,78             | 553 (2022)                        | 71                 | modifier les données · modifier les données |
| Lévignen                      | 60358      | 60800       | Senlis         | Nanteuil-le-Haudouin    | CC du Pays de Valois                                              | 13,90            | 1 014 (2022)                      | 73                 | modifier les données · modifier les données |
| Lhéraule                      | 60359      | 60650       | Beauvais       | Grandvilliers           | CC du Pays de Bray                                                | 2,76             | 202 (2022)                        | 73                 | modifier les données · modifier les données |
| Liancourt                     | 60360      | 60140       | Clermont       | Clermont                | CC du Liancourtois - la Vallée dorée                              | 4,75             | 6 884 (2022)                      | 1 449              | modifier les données · modifier les données |
| Liancourt-Saint-Pierre        | 60361      | 60240       | Beauvais       | Chaumont-en-Vexin       | CC du Vexin-Thelle                                                | 12,69            | 577 (2022)                        | 45                 | modifier les données · modifier les données |
| Libermont                     | 60362      | 60640       | Compiègne      | Noyon                   | CC du Pays Noyonnais                                              | 11,37            | 179 (2022)                        | 16                 | modifier les données · modifier les données |
| Lierville                     | 60363      | 60240       | Beauvais       | Chaumont-en-Vexin       | CC du Vexin-Thelle                                                | 7,75             | 222 (2022)                        | 29                 | modifier les données · modifier les données |
| Lieuvillers                   | 60364      | 60130       | Clermont       | Saint-Just-en-Chaussée  | CC du Plateau Picard                                              | 9,41             | 708 (2022)                        | 75                 | modifier les données · modifier les données |
| Lihus                         | 60365      | 60360       | Beauvais       | Grandvilliers           | CC de la Picardie verte                                           | 16,03            | 424 (2022)                        | 26                 | modifier les données · modifier les données |
| Litz                          | 60366      | 60510       | Clermont       | Mouy                    | CA du Beauvaisis                                                  | 9,76             | 370 (2022)                        | 38                 | modifier les données · modifier les données |
| Loconville                    | 60367      | 60240       | Beauvais       | Chaumont-en-Vexin       | CC du Vexin-Thelle                                                | 5,53             | 331 (2022)                        | 60                 | modifier les données · modifier les données |
| Longueil-Annel                | 60368      | 60150       | Compiègne      | Thourotte               | CC des Deux Vallées                                               | 5,94             | 2 595 (2022)                      | 437                | modifier les données · modifier les données |
| Longueil-Sainte-Marie         | 60369      | 60126       | Compiègne      | Estrées-Saint-Denis     | CC de la Plaine d'Estrées                                         | 17,00            | 1 952 (2022)                      | 115                | modifier les données · modifier les données |
| Lormaison                     | 60370      | 60110       | Beauvais       | Méru                    | CC des Sablons                                                    | 4,98             | 1 282 (2022)                      | 257                | modifier les données · modifier les données |
| Loueuse                       | 60371      | 60380       | Beauvais       | Grandvilliers           | CC de la Picardie verte                                           | 7,32             | 151 (2022)                        | 21                 | modifier les données · modifier les données |
| Luchy                         | 60372      | 60360       | Beauvais       | Saint-Just-en-Chaussée  | CA du Beauvaisis                                                  | 10,79            | 670 (2022)                        | 62                 | modifier les données · modifier les données |
| Machemont                     | 60373      | 60150       | Compiègne      | Thourotte               | CC des Deux Vallées                                               | 6,33             | 808 (2022)                        | 128                | modifier les données · modifier les données |
| Maignelay-Montigny            | 60374      | 60420       | Clermont       | Estrées-Saint-Denis     | CC du Plateau Picard                                              | 18,79            | 2 493 (2022)                      | 133                | modifier les données · modifier les données |
| Maimbeville                   | 60375      | 60600       | Clermont       | Clermont                | CC du Clermontois                                                 | 5,75             | 385 (2022)                        | 67                 | modifier les données · modifier les données |
| Maisoncelle-Saint-Pierre      | 60376      | 60112       | Beauvais       | Mouy                    | CA du Beauvaisis                                                  | 4,16             | 178 (2022)                        | 43                 | modifier les données · modifier les données |
| Maisoncelle-Tuilerie          | 60377      | 60480       | Clermont       | Saint-Just-en-Chaussée  | CC de l'Oise Picarde                                              | 7,72             | 287 (2022)                        | 37                 | modifier les données · modifier les données |
| Aux Marais                    | 60703      | 60000       | Beauvais       | Beauvais-2              | CA du Beauvaisis                                                  | 5,71             | 911 (2022)                        | 160                | modifier les données · modifier les données |
| Marest-sur-Matz               | 60378      | 60490       | Compiègne      | Thourotte               | CC des Deux Vallées                                               | 3,25             | 377 (2022)                        | 116                | modifier les données · modifier les données |
| Mareuil-la-Motte              | 60379      | 60490       | Compiègne      | Thourotte               | CC du Pays des Sources                                            | 9,17             | 606 (2022)                        | 66                 | modifier les données · modifier les données |
| Mareuil-sur-Ourcq             | 60380      | 60890       | Senlis         | Nanteuil-le-Haudouin    | CC du Pays de Valois                                              | 10,14            | 1 589 (2022)                      | 157                | modifier les données · modifier les données |
| Margny-aux-Cerises            | 60381      | 60310       | Compiègne      | Thourotte               | CC du Pays des Sources                                            | 4,55             | 254 (2022)                        | 56                 | modifier les données · modifier les données |
| Margny-lès-Compiègne          | 60382      | 60280       | Compiègne      | Compiègne-1             | CA Agglomération de la Région de Compiègne et de la Basse Automne | 6,66             | 8 700 (2022)                      | 1 306              | modifier les données · modifier les données |
| Margny-sur-Matz               | 60383      | 60490       | Compiègne      | Estrées-Saint-Denis     | CC du Pays des Sources                                            | 7,24             | 533 (2022)                        | 74                 | modifier les données · modifier les données |
| Marolles                      | 60385      | 60890       | Senlis         | Nanteuil-le-Haudouin    | CC du Pays de Valois                                              | 13,22            | 646 (2022)                        | 49                 | modifier les données · modifier les données |
| Marquéglise                   | 60386      | 60490       | Compiègne      | Estrées-Saint-Denis     | CC du Pays des Sources                                            | 6,76             | 481 (2022)                        | 71                 | modifier les données · modifier les données |
| Marseille-en-Beauvaisis       | 60387      | 60690       | Beauvais       | Grandvilliers           | CC de la Picardie verte                                           | 8,26             | 1 426 (2022)                      | 173                | modifier les données · modifier les données |
| Martincourt                   | 60388      | 60112       | Beauvais       | Grandvilliers           | CC de la Picardie verte                                           | 5,08             | 137 (2022)                        | 27                 | modifier les données · modifier les données |
| Maucourt                      | 60389      | 60640       | Compiègne      | Noyon                   | CC du Pays Noyonnais                                              | 3,12             | 232 (2022)                        | 74                 | modifier les données · modifier les données |
| Maulers                       | 60390      | 60480       | Beauvais       | Saint-Just-en-Chaussée  | CA du Beauvaisis                                                  | 7,62             | 341 (2022)                        | 45                 | modifier les données · modifier les données |
| Maysel                        | 60391      | 60660       | Senlis         | Montataire              | CA Creil Sud Oise                                                 | 3,71             | 214 (2022)                        | 58                 | modifier les données · modifier les données |
| Mélicocq                      | 60392      | 60150       | Compiègne      | Thourotte               | CC des Deux Vallées                                               | 6,57             | 791 (2022)                        | 120                | modifier les données · modifier les données |
| Mello                         | 60393      | 60660       | Senlis         | Montataire              | CC Thelloise                                                      | 3,35             | 601 (2022)                        | 179                | modifier les données · modifier les données |
| Ménévillers                   | 60394      | 60420       | Clermont       | Estrées-Saint-Denis     | CC du Plateau Picard                                              | 4,88             | 103 (2022)                        | 21                 | modifier les données · modifier les données |
| Méru                          | 60395      | 60110       | Beauvais       | Méru                    | CC des Sablons                                                    | 22,83            | 14 091 (2022)                     | 617                | modifier les données · modifier les données |
| Méry-la-Bataille              | 60396      | 60420       | Clermont       | Estrées-Saint-Denis     | CC du Plateau Picard                                              | 11,26            | 612 (2022)                        | 54                 | modifier les données · modifier les données |
| Le Mesnil-Conteville          | 60397      | 60210       | Beauvais       | Grandvilliers           | CC de la Picardie verte                                           | 3,49             | 69 (2022)                         | 20                 | modifier les données · modifier les données |
| Le Mesnil-en-Thelle           | 60398      | 60530       | Senlis         | Chantilly               | CC Thelloise                                                      | 6,09             | 2 392 (2022)                      | 393                | modifier les données · modifier les données |
| Le Mesnil-Saint-Firmin        | 60399      | 60120       | Clermont       | Saint-Just-en-Chaussée  | CC de l'Oise Picarde                                              | 4,14             | 249 (2022)                        | 60                 | modifier les données · modifier les données |
| Le Mesnil-sur-Bulles          | 60400      | 60130       | Clermont       | Saint-Just-en-Chaussée  | CC du Plateau Picard                                              | 6,26             | 266 (2022)                        | 42                 | modifier les données · modifier les données |
| Le Mesnil-Théribus            | 60401      | 60240       | Beauvais       | Chaumont-en-Vexin       | CC du Vexin-Thelle                                                | 6,61             | 776 (2022)                        | 117                | modifier les données · modifier les données |
| Le Meux                       | 60402      | 60880       | Compiègne      | Compiègne-2             | CA Agglomération de la Région de Compiègne et de la Basse Automne | 7,80             | 2 310 (2022)                      | 296                | modifier les données · modifier les données |
| Milly-sur-Thérain             | 60403      | 60112       | Beauvais       | Beauvais-1              | CA du Beauvaisis                                                  | 19,57            | 1 878 (2022)                      | 96                 | modifier les données · modifier les données |
| Mogneville                    | 60404      | 60140       | Clermont       | Nogent-sur-Oise         | CC du Liancourtois - la Vallée dorée                              | 3,91             | 1 495 (2022)                      | 382                | modifier les données · modifier les données |
| Moliens                       | 60405      | 60220       | Beauvais       | Grandvilliers           | CC de la Picardie verte                                           | 9,39             | 1 126 (2022)                      | 120                | modifier les données · modifier les données |
| Monceaux                      | 60406      | 60940       | Clermont       | Pont-Sainte-Maxence     | CC des pays d'Oise et d'Halatte                                   | 6,60             | 948 (2022)                        | 144                | modifier les données · modifier les données |
| Monceaux-l'Abbaye             | 60407      | 60220       | Beauvais       | Grandvilliers           | CC de la Picardie verte                                           | 4,57             | 218 (2022)                        | 48                 | modifier les données · modifier les données |
| Monchy-Humières               | 60408      | 60113       | Compiègne      | Estrées-Saint-Denis     | CC du Pays des Sources                                            | 7,80             | 776 (2022)                        | 99                 | modifier les données · modifier les données |
| Monchy-Saint-Éloi             | 60409      | 60290       | Clermont       | Nogent-sur-Oise         | CC du Liancourtois - la Vallée dorée                              | 3,88             | 2 161 (2022)                      | 557                | modifier les données · modifier les données |
| Mondescourt                   | 60410      | 60400       | Compiègne      | Noyon                   | CC du Pays Noyonnais                                              | 3,19             | 248 (2022)                        | 78                 | modifier les données · modifier les données |
| Monneville                    | 60411      | 60240       | Beauvais       | Chaumont-en-Vexin       | CC du Vexin-Thelle                                                | 9,19             | 769 (2022)                        | 84                 | modifier les données · modifier les données |
| Mont-l'Évêque                 | 60421      | 60300       | Senlis         | Senlis                  | CC Senlis Sud Oise                                                | 14,18            | 405 (2022)                        | 29                 | modifier les données · modifier les données |
| Le Mont-Saint-Adrien          | 60428      | 60650       | Beauvais       | Beauvais-1              | CA du Beauvaisis                                                  | 7,74             | 648 (2022)                        | 84                 | modifier les données · modifier les données |
| Montagny-en-Vexin             | 60412      | 60240       | Beauvais       | Chaumont-en-Vexin       | CC du Vexin-Thelle                                                | 4,18             | 676 (2022)                        | 162                | modifier les données · modifier les données |
| Montagny-Sainte-Félicité      | 60413      | 60950       | Senlis         | Nanteuil-le-Haudouin    | CC du Pays de Valois                                              | 5,67             | 431 (2022)                        | 76                 | modifier les données · modifier les données |
| Montataire                    | 60414      | 60160       | Senlis         | Montataire              | CA Creil Sud Oise                                                 | 10,66            | 13 944 (2022)                     | 1 308              | modifier les données · modifier les données |
| Montchevreuil                 | 60256      | 60240       | Beauvais       | Chaumont-en-Vexin       | CC des Sablons                                                    | 17,09            | 1 332 (2022)                      | 78                 | modifier les données · modifier les données |
| Montépilloy                   | 60415      | 60810       | Senlis         | Pont-Sainte-Maxence     | CC Senlis Sud Oise                                                | 5,86             | 151 (2022)                        | 26                 | modifier les données · modifier les données |
| Montgérain                    | 60416      | 60420       | Clermont       | Estrées-Saint-Denis     | CC du Plateau Picard                                              | 4,91             | 168 (2022)                        | 34                 | modifier les données · modifier les données |
| Montiers                      | 60418      | 60190       | Clermont       | Estrées-Saint-Denis     | CC du Plateau Picard                                              | 7,89             | 396 (2022)                        | 50                 | modifier les données · modifier les données |
| Montjavoult                   | 60420      | 60240       | Beauvais       | Chaumont-en-Vexin       | CC du Vexin-Thelle                                                | 16,73            | 525 (2022)                        | 31                 | modifier les données · modifier les données |
| Montlognon                    | 60422      | 60300       | Senlis         | Nanteuil-le-Haudouin    | CC Senlis Sud Oise                                                | 5,24             | 206 (2022)                        | 39                 | modifier les données · modifier les données |
| Montmacq                      | 60423      | 60150       | Compiègne      | Thourotte               | CC des Deux Vallées                                               | 7,25             | 1 159 (2022)                      | 160                | modifier les données · modifier les données |
| Montmartin                    | 60424      | 60190       | Compiègne      | Estrées-Saint-Denis     | CC de la Plaine d'Estrées                                         | 3,33             | 288 (2022)                        | 86                 | modifier les données · modifier les données |
| Montreuil-sur-Brêche          | 60425      | 60480       | Clermont       | Saint-Just-en-Chaussée  | CC de l'Oise Picarde                                              | 10,53            | 495 (2022)                        | 47                 | modifier les données · modifier les données |
| Montreuil-sur-Thérain         | 60426      | 60134       | Beauvais       | Chaumont-en-Vexin       | CC Thelloise                                                      | 1,47             | 244 (2022)                        | 166                | modifier les données · modifier les données |
| Monts                         | 60427      | 60119       | Beauvais       | Chaumont-en-Vexin       | CC des Sablons                                                    | 3,67             | 187 (2022)                        | 51                 | modifier les données · modifier les données |
| Morangles                     | 60429      | 60530       | Senlis         | Chantilly               | CC Thelloise                                                      | 5,93             | 408 (2022)                        | 69                 | modifier les données · modifier les données |
| Morienval                     | 60430      | 60127       | Senlis         | Crépy-en-Valois         | CC du Pays de Valois                                              | 25,74            | 1 055 (2022)                      | 41                 | modifier les données · modifier les données |
| Morlincourt                   | 60431      | 60400       | Compiègne      | Noyon                   | CC du Pays Noyonnais                                              | 3,42             | 513 (2022)                        | 150                | modifier les données · modifier les données |
| Mortefontaine                 | 60432      | 60128       | Senlis         | Senlis                  | CC de l'Aire Cantilienne                                          | 15,29            | 859 (2022)                        | 56                 | modifier les données · modifier les données |
| Mortefontaine-en-Thelle       | 60433      | 60570       | Beauvais       | Chaumont-en-Vexin       | CC Thelloise                                                      | 6,02             | 975 (2022)                        | 162                | modifier les données · modifier les données |
| Mortemer                      | 60434      | 60490       | Compiègne      | Estrées-Saint-Denis     | CC du Pays des Sources                                            | 6,56             | 220 (2022)                        | 34                 | modifier les données · modifier les données |
| Morvillers                    | 60435      | 60380       | Beauvais       | Grandvilliers           | CC de la Picardie verte                                           | 5,12             | 504 (2022)                        | 98                 | modifier les données · modifier les données |
| Mory-Montcrux                 | 60436      | 60120       | Clermont       | Saint-Just-en-Chaussée  | CC de l'Oise Picarde                                              | 4,66             | 80 (2022)                         | 17                 | modifier les données · modifier les données |
| Mouchy-le-Châtel              | 60437      | 60250       | Beauvais       | Chaumont-en-Vexin       | CC Thelloise                                                      | 3,22             | 75 (2022)                         | 23                 | modifier les données · modifier les données |
| Moulin-sous-Touvent           | 60438      | 60350       | Compiègne      | Compiègne-1             | CC des Lisières de l'Oise                                         | 18,14            | 189 (2022)                        | 10                 | modifier les données · modifier les données |
| Mouy                          | 60439      | 60250       | Clermont       | Mouy                    | CC du Clermontois                                                 | 9,87             | 5 339 (2022)                      | 541                | modifier les données · modifier les données |
| Moyenneville                  | 60440      | 60190       | Clermont       | Estrées-Saint-Denis     | CC du Plateau Picard                                              | 7,19             | 584 (2022)                        | 81                 | modifier les données · modifier les données |
| Moyvillers                    | 60441      | 60190       | Compiègne      | Estrées-Saint-Denis     | CC de la Plaine d'Estrées                                         | 9,06             | 666 (2022)                        | 74                 | modifier les données · modifier les données |
| Muidorge                      | 60442      | 60480       | Beauvais       | Saint-Just-en-Chaussée  | CA du Beauvaisis                                                  | 5,34             | 135 (2022)                        | 25                 | modifier les données · modifier les données |
| Muirancourt                   | 60443      | 60640       | Compiègne      | Noyon                   | CC du Pays Noyonnais                                              | 5,68             | 587 (2022)                        | 103                | modifier les données · modifier les données |
| Mureaumont                    | 60444      | 60220       | Beauvais       | Grandvilliers           | CC de la Picardie verte                                           | 4,74             | 140 (2022)                        | 30                 | modifier les données · modifier les données |
| Nampcel                       | 60445      | 60400       | Compiègne      | Compiègne-1             | CC des Lisières de l'Oise                                         | 16,69            | 297 (2022)                        | 18                 | modifier les données · modifier les données |
| Nanteuil-le-Haudouin          | 60446      | 60440       | Senlis         | Nanteuil-le-Haudouin    | CC du Pays de Valois                                              | 20,95            | 4 274 (2022)                      | 204                | modifier les données · modifier les données |
| Néry                          | 60447      | 60320       | Senlis         | Crépy-en-Valois         | CA Agglomération de la Région de Compiègne et de la Basse Automne | 16,34            | 646 (2022)                        | 40                 | modifier les données · modifier les données |
| Neufchelles                   | 60448      | 60890       | Senlis         | Nanteuil-le-Haudouin    | CC du Pays de Valois                                              | 6,46             | 389 (2022)                        | 60                 | modifier les données · modifier les données |
| Neufvy-sur-Aronde             | 60449      | 60190       | Compiègne      | Estrées-Saint-Denis     | CC du Pays des Sources                                            | 7,31             | 278 (2022)                        | 38                 | modifier les données · modifier les données |
| Neuilly-en-Thelle             | 60450      | 60530       | Senlis         | Méru                    | CC Thelloise                                                      | 15,73            | 4 132 (2022)                      | 263                | modifier les données · modifier les données |
| Neuilly-sous-Clermont         | 60451      | 60290       | Clermont       | Mouy                    | CC du Clermontois                                                 | 7,74             | 1 591 (2022)                      | 206                | modifier les données · modifier les données |
| Neuville-Bosc                 | 60452      | 60119       | Beauvais       | Chaumont-en-Vexin       | CC des Sablons                                                    | 8,89             | 475 (2022)                        | 53                 | modifier les données · modifier les données |
| La Neuville-en-Hez            | 60454      | 60510       | Clermont       | Mouy                    | CA du Beauvaisis                                                  | 28,42            | 954 (2022)                        | 34                 | modifier les données · modifier les données |
| La Neuville-Roy               | 60456      | 60190       | Clermont       | Estrées-Saint-Denis     | CC du Plateau Picard                                              | 12,49            | 906 (2022)                        | 73                 | modifier les données · modifier les données |
| La Neuville-Saint-Pierre      | 60457      | 60480       | Clermont       | Saint-Just-en-Chaussée  | CC de l'Oise Picarde                                              | 4,11             | 162 (2022)                        | 39                 | modifier les données · modifier les données |
| La Neuville-sur-Oudeuil       | 60458      | 60690       | Beauvais       | Grandvilliers           | CC de la Picardie verte                                           | 3,70             | 304 (2022)                        | 82                 | modifier les données · modifier les données |
| La Neuville-sur-Ressons       | 60459      | 60490       | Compiègne      | Estrées-Saint-Denis     | CC du Pays des Sources                                            | 2,68             | 203 (2022)                        | 76                 | modifier les données · modifier les données |
| La Neuville-Vault             | 60460      | 60112       | Beauvais       | Grandvilliers           | CC de la Picardie verte                                           | 4,52             | 208 (2022)                        | 46                 | modifier les données · modifier les données |
| Nivillers                     | 60461      | 60510       | Beauvais       | Mouy                    | CA du Beauvaisis                                                  | 7,65             | 211 (2022)                        | 28                 | modifier les données · modifier les données |
| Noailles                      | 60462      | 60430       | Beauvais       | Chaumont-en-Vexin       | CC Thelloise                                                      | 10,04            | 2 857 (2022)                      | 285                | modifier les données · modifier les données |
| Nogent-sur-Oise               | 60463      | 60180       | Senlis         | Nogent-sur-Oise         | CA Creil Sud Oise                                                 | 7,46             | 21 859 (2022)                     | 2 930              | modifier les données · modifier les données |
| Nointel                       | 60464      | 60840       | Clermont       | Clermont                | CC du Clermontois                                                 | 9,35             | 1 156 (2022)                      | 124                | modifier les données · modifier les données |
| Noirémont                     | 60465      | 60480       | Clermont       | Saint-Just-en-Chaussée  | CC de l'Oise Picarde                                              | 6,37             | 187 (2022)                        | 29                 | modifier les données · modifier les données |
| Noroy                         | 60466      | 60130       | Clermont       | Saint-Just-en-Chaussée  | CC du Plateau Picard                                              | 5,45             | 254 (2022)                        | 47                 | modifier les données · modifier les données |
| Nourard-le-Franc              | 60468      | 60130       | Clermont       | Saint-Just-en-Chaussée  | CC du Plateau Picard                                              | 11,48            | 295 (2022)                        | 26                 | modifier les données · modifier les données |
| Novillers                     | 60469      | 60730       | Beauvais       | Chaumont-en-Vexin       | CC Thelloise                                                      | 4,79             | 374 (2022)                        | 78                 | modifier les données · modifier les données |
| Noyers-Saint-Martin           | 60470      | 60480       | Clermont       | Saint-Just-en-Chaussée  | CC de l'Oise Picarde                                              | 13,27            | 892 (2022)                        | 67                 | modifier les données · modifier les données |
| Noyon                         | 60471      | 60400       | Compiègne      | Noyon                   | CC du Pays Noyonnais                                              | 18,00            | 12 810 (2022)                     | 712                | modifier les données · modifier les données |
| Offoy                         | 60472      | 60210       | Beauvais       | Grandvilliers           | CC de la Picardie verte                                           | 4,20             | 112 (2022)                        | 27                 | modifier les données · modifier les données |
| Ognes                         | 60473      | 60440       | Senlis         | Nanteuil-le-Haudouin    | CC du Pays de Valois                                              | 6,76             | 328 (2022)                        | 49                 | modifier les données · modifier les données |
| Ognolles                      | 60474      | 60310       | Compiègne      | Thourotte               | CC du Pays des Sources                                            | 6,67             | 287 (2022)                        | 43                 | modifier les données · modifier les données |
| Omécourt                      | 60476      | 60220       | Beauvais       | Grandvilliers           | CC de la Picardie verte                                           | 8,71             | 203 (2022)                        | 23                 | modifier les données · modifier les données |
| Ons-en-Bray                   | 60477      | 60650       | Beauvais       | Beauvais-2              | CC du Pays de Bray                                                | 13,95            | 1 375 (2022)                      | 99                 | modifier les données · modifier les données |
| Ormoy-le-Davien               | 60478      | 60620       | Senlis         | Nanteuil-le-Haudouin    | CC du Pays de Valois                                              | 3,95             | 371 (2022)                        | 94                 | modifier les données · modifier les données |
| Ormoy-Villers                 | 60479      | 60800       | Senlis         | Nanteuil-le-Haudouin    | CC du Pays de Valois                                              | 10,37            | 795 (2022)                        | 77                 | modifier les données · modifier les données |
| Oroër                         | 60480      | 60510       | Beauvais       | Mouy                    | CC de l'Oise Picarde                                              | 9,06             | 541 (2022)                        | 60                 | modifier les données · modifier les données |
| Orrouy                        | 60481      | 60129       | Senlis         | Crépy-en-Valois         | CC du Pays de Valois                                              | 16,14            | 587 (2022)                        | 36                 | modifier les données · modifier les données |
| Orry-la-Ville                 | 60482      | 60560       | Senlis         | Senlis                  | CC de l'Aire Cantilienne                                          | 12,10            | 3 519 (2022)                      | 291                | modifier les données · modifier les données |
| Orvillers-Sorel               | 60483      | 60490       | Compiègne      | Estrées-Saint-Denis     | CC du Pays des Sources                                            | 8,51             | 519 (2022)                        | 61                 | modifier les données · modifier les données |
| Oudeuil                       | 60484      | 60860       | Beauvais       | Grandvilliers           | CC de la Picardie verte                                           | 6,08             | 294 (2022)                        | 48                 | modifier les données · modifier les données |
| Oursel-Maison                 | 60485      | 60480       | Clermont       | Saint-Just-en-Chaussée  | CC de l'Oise Picarde                                              | 6,97             | 244 (2022)                        | 35                 | modifier les données · modifier les données |
| Paillart                      | 60486      | 60120       | Clermont       | Saint-Just-en-Chaussée  | CC de l'Oise Picarde                                              | 14,18            | 572 (2022)                        | 40                 | modifier les données · modifier les données |
| Parnes                        | 60487      | 60240       | Beauvais       | Chaumont-en-Vexin       | CC du Vexin-Thelle                                                | 12,43            | 318 (2022)                        | 26                 | modifier les données · modifier les données |
| Passel                        | 60488      | 60400       | Compiègne      | Noyon                   | CC du Pays Noyonnais                                              | 3,65             | 271 (2022)                        | 74                 | modifier les données · modifier les données |
| Péroy-les-Gombries            | 60489      | 60440       | Senlis         | Nanteuil-le-Haudouin    | CC du Pays de Valois                                              | 11,21            | 1 217 (2022)                      | 109                | modifier les données · modifier les données |
| Pierrefitte-en-Beauvaisis     | 60490      | 60112       | Beauvais       | Beauvais-1              | CA du Beauvaisis                                                  | 5,67             | 365 (2022)                        | 64                 | modifier les données · modifier les données |
| Pierrefonds                   | 60491      | 60350       | Compiègne      | Compiègne-2             | CC des Lisières de l'Oise                                         | 22,32            | 1 888 (2022)                      | 85                 | modifier les données · modifier les données |
| Pimprez                       | 60492      | 60170       | Compiègne      | Thourotte               | CC des Deux Vallées                                               | 9,49             | 851 (2022)                        | 90                 | modifier les données · modifier les données |
| Pisseleu                      | 60493      | 60860       | Beauvais       | Grandvilliers           | CC de la Picardie verte                                           | 2,88             | 518 (2022)                        | 180                | modifier les données · modifier les données |
| Plailly                       | 60494      | 60128       | Senlis         | Senlis                  | CC de l'Aire Cantilienne                                          | 16,25            | 1 791 (2022)                      | 110                | modifier les données · modifier les données |
| Plainval                      | 60495      | 60130       | Clermont       | Saint-Just-en-Chaussée  | CC du Plateau Picard                                              | 9,19             | 417 (2022)                        | 45                 | modifier les données · modifier les données |
| Plainville                    | 60496      | 60120       | Clermont       | Saint-Just-en-Chaussée  | CC de l'Oise Picarde                                              | 4,25             | 163 (2022)                        | 38                 | modifier les données · modifier les données |
| Le Plessier-sur-Bulles        | 60497      | 60130       | Clermont       | Saint-Just-en-Chaussée  | CC du Plateau Picard                                              | 3,91             | 211 (2022)                        | 54                 | modifier les données · modifier les données |
| Le Plessier-sur-Saint-Just    | 60498      | 60130       | Clermont       | Saint-Just-en-Chaussée  | CC du Plateau Picard                                              | 7,63             | 539 (2022)                        | 71                 | modifier les données · modifier les données |
| Le Plessis-Belleville         | 60500      | 60330       | Senlis         | Nanteuil-le-Haudouin    | CC du Pays de Valois                                              | 6,86             | 3 822 (2022)                      | 557                | modifier les données · modifier les données |
| Le Plessis-Brion              | 60501      | 60150       | Compiègne      | Thourotte               | CC des Deux Vallées                                               | 7,47             | 1 307 (2022)                      | 175                | modifier les données · modifier les données |
| Plessis-de-Roye               | 60499      | 60310       | Compiègne      | Thourotte               | CC du Pays des Sources                                            | 6,20             | 240 (2022)                        | 39                 | modifier les données · modifier les données |
| Le Plessis-Patte-d'Oie        | 60502      | 60640       | Compiègne      | Noyon                   | CC du Pays Noyonnais                                              | 2,82             | 107 (2022)                        | 38                 | modifier les données · modifier les données |
| Le Ployron                    | 60503      | 60420       | Clermont       | Estrées-Saint-Denis     | CC du Plateau Picard                                              | 4,18             | 112 (2022)                        | 27                 | modifier les données · modifier les données |
| Ponchon                       | 60504      | 60430       | Beauvais       | Chaumont-en-Vexin       | CC Thelloise                                                      | 9,73             | 1 151 (2022)                      | 118                | modifier les données · modifier les données |
| Pont-l'Évêque                 | 60506      | 60400       | Compiègne      | Noyon                   | CC du Pays Noyonnais                                              | 1,13             | 671 (2022)                        | 594                | modifier les données · modifier les données |
| Pont-Sainte-Maxence           | 60509      | 60700       | Senlis         | Pont-Sainte-Maxence     | CC des pays d'Oise et d'Halatte                                   | 14,76            | 12 343 (2022)                     | 836                | modifier les données · modifier les données |
| Pontarmé                      | 60505      | 60520       | Senlis         | Senlis                  | CC Senlis Sud Oise                                                | 13,24            | 896 (2022)                        | 68                 | modifier les données · modifier les données |
| Pontoise-lès-Noyon            | 60507      | 60400       | Compiègne      | Noyon                   | CC du Pays Noyonnais                                              | 6,58             | 438 (2022)                        | 67                 | modifier les données · modifier les données |
| Pontpoint                     | 60508      | 60700       | Senlis         | Pont-Sainte-Maxence     | CC des pays d'Oise et d'Halatte                                   | 19,11            | 3 279 (2022)                      | 172                | modifier les données · modifier les données |
| Porcheux                      | 60510      | 60390       | Beauvais       | Beauvais-2              | CC du Vexin-Thelle                                                | 4,71             | 675 (2022)                        | 143                | modifier les données · modifier les données |
| Porquéricourt                 | 60511      | 60400       | Compiègne      | Noyon                   | CC du Pays Noyonnais                                              | 3,75             | 412 (2022)                        | 110                | modifier les données · modifier les données |
| Pouilly                       | 60512      | 60790       | Beauvais       | Chaumont-en-Vexin       | CC des Sablons                                                    | 3,81             | 153 (2022)                        | 40                 | modifier les données · modifier les données |
| Précy-sur-Oise                | 60513      | 60460       | Senlis         | Montataire              | CC Thelloise                                                      | 9,65             | 3 331 (2022)                      | 345                | modifier les données · modifier les données |
| Prévillers                    | 60514      | 60360       | Beauvais       | Grandvilliers           | CC de la Picardie verte                                           | 5,18             | 249 (2022)                        | 48                 | modifier les données · modifier les données |
| Pronleroy                     | 60515      | 60190       | Clermont       | Estrées-Saint-Denis     | CC du Plateau Picard                                              | 8,97             | 370 (2022)                        | 41                 | modifier les données · modifier les données |
| Puiseux-en-Bray               | 60516      | 60850       | Beauvais       | Grandvilliers           | CC du Pays de Bray                                                | 8,01             | 397 (2022)                        | 50                 | modifier les données · modifier les données |
| Puiseux-le-Hauberger          | 60517      | 60540       | Senlis         | Méru                    | CC Thelloise                                                      | 5,36             | 859 (2022)                        | 160                | modifier les données · modifier les données |
| Puits-la-Vallée               | 60518      | 60480       | Clermont       | Saint-Just-en-Chaussée  | CC de l'Oise Picarde                                              | 4,31             | 205 (2022)                        | 48                 | modifier les données · modifier les données |
| Quesmy                        | 60519      | 60640       | Compiègne      | Noyon                   | CC du Pays Noyonnais                                              | 4,83             | 172 (2022)                        | 36                 | modifier les données · modifier les données |
| Le Quesnel-Aubry              | 60520      | 60480       | Clermont       | Saint-Just-en-Chaussée  | CC de l'Oise Picarde                                              | 4,75             | 220 (2022)                        | 46                 | modifier les données · modifier les données |
| Quincampoix-Fleuzy            | 60521      | 60220       | Beauvais       | Grandvilliers           | CC de la Picardie verte                                           | 9,22             | 403 (2022)                        | 44                 | modifier les données · modifier les données |
| Quinquempoix                  | 60522      | 60130       | Clermont       | Saint-Just-en-Chaussée  | CC du Plateau Picard                                              | 5,86             | 317 (2022)                        | 54                 | modifier les données · modifier les données |
| Rainvillers                   | 60523      | 60155       | Beauvais       | Beauvais-2              | CA du Beauvaisis                                                  | 6,50             | 892 (2022)                        | 137                | modifier les données · modifier les données |
| Rantigny                      | 60524      | 60290       | Clermont       | Clermont                | CC du Liancourtois - la Vallée dorée                              | 4,16             | 2 538 (2022)                      | 610                | modifier les données · modifier les données |
| Raray                         | 60525      | 60810       | Senlis         | Pont-Sainte-Maxence     | CC Senlis Sud Oise                                                | 6,72             | 121 (2022)                        | 18                 | modifier les données · modifier les données |
| Ravenel                       | 60526      | 60130       | Clermont       | Saint-Just-en-Chaussée  | CC du Plateau Picard                                              | 11,61            | 1 047 (2022)                      | 90                 | modifier les données · modifier les données |
| Réez-Fosse-Martin             | 60527      | 60620       | Senlis         | Nanteuil-le-Haudouin    | CC du Pays de Valois                                              | 7,11             | 142 (2022)                        | 20                 | modifier les données · modifier les données |
| Reilly                        | 60528      | 60240       | Beauvais       | Chaumont-en-Vexin       | CC du Vexin-Thelle                                                | 8,32             | 116 (2022)                        | 14                 | modifier les données · modifier les données |
| Rémécourt                     | 60529      | 60600       | Clermont       | Clermont                | CC du Clermontois                                                 | 2,78             | 75 (2022)                         | 27                 | modifier les données · modifier les données |
| Rémérangles                   | 60530      | 60510       | Clermont       | Mouy                    | CA du Beauvaisis                                                  | 8,20             | 209 (2022)                        | 25                 | modifier les données · modifier les données |
| Remy                          | 60531      | 60190       | Compiègne      | Estrées-Saint-Denis     | CC de la Plaine d'Estrées                                         | 19,97            | 1 957 (2022)                      | 98                 | modifier les données · modifier les données |
| Ressons-sur-Matz              | 60533      | 60490       | Compiègne      | Estrées-Saint-Denis     | CC du Pays des Sources                                            | 9,23             | 1 742 (2022)                      | 189                | modifier les données · modifier les données |
| Rethondes                     | 60534      | 60153       | Compiègne      | Compiègne-1             | CC des Lisières de l'Oise                                         | 9,48             | 649 (2022)                        | 68                 | modifier les données · modifier les données |
| Reuil-sur-Brêche              | 60535      | 60480       | Clermont       | Saint-Just-en-Chaussée  | CC de l'Oise Picarde                                              | 12,58            | 329 (2022)                        | 26                 | modifier les données · modifier les données |
| Rhuis                         | 60536      | 60410       | Senlis         | Pont-Sainte-Maxence     | CC des pays d'Oise et d'Halatte                                   | 2,70             | 134 (2022)                        | 50                 | modifier les données · modifier les données |
| Ribécourt-Dreslincourt        | 60537      | 60170       | Compiègne      | Thourotte               | CC des Deux Vallées                                               | 12,98            | 3 809 (2022)                      | 293                | modifier les données · modifier les données |
| Ricquebourg                   | 60538      | 60490       | Compiègne      | Estrées-Saint-Denis     | CC du Pays des Sources                                            | 5,09             | 293 (2022)                        | 58                 | modifier les données · modifier les données |
| Rieux                         | 60539      | 60870       | Clermont       | Pont-Sainte-Maxence     | CC des pays d'Oise et d'Halatte                                   | 2,33             | 1 553 (2022)                      | 667                | modifier les données · modifier les données |
| Rivecourt                     | 60540      | 60126       | Compiègne      | Estrées-Saint-Denis     | CC de la Plaine d'Estrées                                         | 3,87             | 627 (2022)                        | 162                | modifier les données · modifier les données |
| Roberval                      | 60541      | 60410       | Senlis         | Pont-Sainte-Maxence     | CC des pays d'Oise et d'Halatte                                   | 4,83             | 352 (2022)                        | 73                 | modifier les données · modifier les données |
| Rochy-Condé                   | 60542      | 60510       | Beauvais       | Mouy                    | CA du Beauvaisis                                                  | 6,38             | 999 (2022)                        | 157                | modifier les données · modifier les données |
| Rocquemont                    | 60543      | 60800       | Senlis         | Crépy-en-Valois         | CC du Pays de Valois                                              | 6,26             | 118 (2022)                        | 19                 | modifier les données · modifier les données |
| Rocquencourt                  | 60544      | 60120       | Clermont       | Saint-Just-en-Chaussée  | CC de l'Oise Picarde                                              | 9,81             | 188 (2022)                        | 19                 | modifier les données · modifier les données |
| Romescamps                    | 60545      | 60220       | Beauvais       | Grandvilliers           | CC de la Picardie verte                                           | 10,48            | 542 (2022)                        | 52                 | modifier les données · modifier les données |
| Rosières                      | 60546      | 60440       | Senlis         | Nanteuil-le-Haudouin    | CC du Pays de Valois                                              | 9,27             | 143 (2022)                        | 15                 | modifier les données · modifier les données |
| Rosoy                         | 60547      | 60140       | Clermont       | Clermont                | CC du Liancourtois - la Vallée dorée                              | 4,95             | 622 (2022)                        | 126                | modifier les données · modifier les données |
| Rosoy-en-Multien              | 60548      | 60620       | Senlis         | Nanteuil-le-Haudouin    | CC du Pays de Valois                                              | 8,49             | 605 (2022)                        | 71                 | modifier les données · modifier les données |
| Rotangy                       | 60549      | 60360       | Beauvais       | Saint-Just-en-Chaussée  | CA du Beauvaisis                                                  | 9,78             | 233 (2022)                        | 24                 | modifier les données · modifier les données |
| Rothois                       | 60550      | 60690       | Beauvais       | Grandvilliers           | CC de la Picardie verte                                           | 3,18             | 229 (2022)                        | 72                 | modifier les données · modifier les données |
| Rousseloy                     | 60551      | 60660       | Clermont       | Montataire              | CA Creil Sud Oise                                                 | 3,90             | 283 (2022)                        | 73                 | modifier les données · modifier les données |
| Rouville                      | 60552      | 60800       | Senlis         | Nanteuil-le-Haudouin    | CC du Pays de Valois                                              | 7,00             | 250 (2022)                        | 36                 | modifier les données · modifier les données |
| Rouvillers                    | 60553      | 60190       | Clermont       | Estrées-Saint-Denis     | CC du Plateau Picard                                              | 11,88            | 282 (2022)                        | 24                 | modifier les données · modifier les données |
| Rouvres-en-Multien            | 60554      | 60620       | Senlis         | Nanteuil-le-Haudouin    | CC du Pays de Valois                                              | 8,12             | 472 (2022)                        | 58                 | modifier les données · modifier les données |
| Rouvroy-les-Merles            | 60555      | 60120       | Clermont       | Saint-Just-en-Chaussée  | CC de l'Oise Picarde                                              | 4,06             | 70 (2022)                         | 17                 | modifier les données · modifier les données |
| Roy-Boissy                    | 60557      | 60690       | Beauvais       | Grandvilliers           | CC de la Picardie verte                                           | 10,96            | 329 (2022)                        | 30                 | modifier les données · modifier les données |
| Royaucourt                    | 60556      | 60420       | Clermont       | Estrées-Saint-Denis     | CC du Plateau Picard                                              | 9,45             | 211 (2022)                        | 22                 | modifier les données · modifier les données |
| Roye-sur-Matz                 | 60558      | 60310       | Compiègne      | Thourotte               | CC du Pays des Sources                                            | 10,75            | 451 (2022)                        | 42                 | modifier les données · modifier les données |
| La Rue-Saint-Pierre           | 60559      | 60510       | Clermont       | Mouy                    | CA du Beauvaisis                                                  | 8,68             | 860 (2022)                        | 99                 | modifier les données · modifier les données |
| Rully                         | 60560      | 60810       | Senlis         | Pont-Sainte-Maxence     | CC Senlis Sud Oise                                                | 15,45            | 751 (2022)                        | 49                 | modifier les données · modifier les données |
| Russy-Bémont                  | 60561      | 60117       | Senlis         | Crépy-en-Valois         | CC du Pays de Valois                                              | 9,75             | 237 (2022)                        | 24                 | modifier les données · modifier les données |
| Sacy-le-Grand                 | 60562      | 60700       | Clermont       | Pont-Sainte-Maxence     | CC des pays d'Oise et d'Halatte                                   | 17,70            | 1 578 (2022)                      | 89                 | modifier les données · modifier les données |
| Sacy-le-Petit                 | 60563      | 60190       | Clermont       | Pont-Sainte-Maxence     | CC des pays d'Oise et d'Halatte                                   | 7,45             | 633 (2022)                        | 85                 | modifier les données · modifier les données |
| Sains-Morainvillers           | 60564      | 60420       | Clermont       | Estrées-Saint-Denis     | CC du Plateau Picard                                              | 12,42            | 286 (2022)                        | 23                 | modifier les données · modifier les données |
| Saint-André-Farivillers       | 60565      | 60480       | Clermont       | Saint-Just-en-Chaussée  | CC de l'Oise Picarde                                              | 11,35            | 512 (2022)                        | 45                 | modifier les données · modifier les données |
| Saint-Arnoult                 | 60566      | 60220       | Beauvais       | Grandvilliers           | CC de la Picardie verte                                           | 7,90             | 202 (2022)                        | 26                 | modifier les données · modifier les données |
| Saint-Aubin-en-Bray           | 60567      | 60650       | Beauvais       | Beauvais-2              | CC du Pays de Bray                                                | 6,38             | 1 193 (2022)                      | 187                | modifier les données · modifier les données |
| Saint-Aubin-sous-Erquery      | 60568      | 60600       | Clermont       | Clermont                | CC du Clermontois                                                 | 6,26             | 348 (2022)                        | 56                 | modifier les données · modifier les données |
| Saint-Crépin-aux-Bois         | 60569      | 60170       | Compiègne      | Compiègne-1             | CC des Lisières de l'Oise                                         | 16,30            | 175 (2022)                        | 11                 | modifier les données · modifier les données |
| Saint-Crépin-Ibouvillers      | 60570      | 60149 60790 | Beauvais       | Chaumont-en-Vexin       | CC des Sablons                                                    | 19,61            | 1 629 (2022)                      | 83                 | modifier les données · modifier les données |
| Saint-Deniscourt              | 60571      | 60380       | Beauvais       | Grandvilliers           | CC de la Picardie verte                                           | 4,68             | 80 (2022)                         | 17                 | modifier les données · modifier les données |
| Saint-Étienne-Roilaye         | 60572      | 60350       | Compiègne      | Compiègne-2             | CC des Lisières de l'Oise                                         | 7,96             | 292 (2022)                        | 37                 | modifier les données · modifier les données |
| Saint-Félix                   | 60574      | 60370       | Clermont       | Mouy                    | CC Thelloise                                                      | 5,13             | 618 (2022)                        | 120                | modifier les données · modifier les données |
| Saint-Germain-la-Poterie      | 60576      | 60650       | Beauvais       | Beauvais-1              | CA du Beauvaisis                                                  | 6,02             | 454 (2022)                        | 75                 | modifier les données · modifier les données |
| Saint-Germer-de-Fly           | 60577      | 60850       | Beauvais       | Grandvilliers           | CC du Pays de Bray                                                | 19,90            | 1 680 (2022)                      | 84                 | modifier les données · modifier les données |
| Saint-Jean-aux-Bois           | 60579      | 60350       | Compiègne      | Compiègne-2             | CA Agglomération de la Région de Compiègne et de la Basse Automne | 25,21            | 341 (2022)                        | 14                 | modifier les données · modifier les données |
| Saint-Just-en-Chaussée        | 60581      | 60130       | Clermont       | Saint-Just-en-Chaussée  | CC du Plateau Picard                                              | 14,66            | 5 940 (2022)                      | 405                | modifier les données · modifier les données |
| Saint-Léger-aux-Bois          | 60582      | 60170       | Compiègne      | Thourotte               | CC des Deux Vallées                                               | 8,30             | 743 (2022)                        | 90                 | modifier les données · modifier les données |
| Saint-Léger-en-Bray           | 60583      | 60155       | Beauvais       | Beauvais-2              | CA du Beauvaisis                                                  | 4,43             | 376 (2022)                        | 85                 | modifier les données · modifier les données |
| Saint-Leu-d'Esserent          | 60584      | 60340       | Senlis         | Montataire              | CA Creil Sud Oise                                                 | 13,08            | 4 576 (2022)                      | 350                | modifier les données · modifier les données |
| Saint-Martin-aux-Bois         | 60585      | 60420       | Clermont       | Estrées-Saint-Denis     | CC du Plateau Picard                                              | 9,31             | 270 (2022)                        | 29                 | modifier les données · modifier les données |
| Saint-Martin-le-Nœud          | 60586      | 60000       | Beauvais       | Beauvais-2              | CA du Beauvaisis                                                  | 5,46             | 1 080 (2022)                      | 198                | modifier les données · modifier les données |
| Saint-Martin-Longueau         | 60587      | 60700       | Clermont       | Pont-Sainte-Maxence     | CC des pays d'Oise et d'Halatte                                   | 3,62             | 1 431 (2022)                      | 395                | modifier les données · modifier les données |
| Saint-Maur                    | 60588      | 60210       | Beauvais       | Grandvilliers           | CC de la Picardie verte                                           | 7,76             | 388 (2022)                        | 50                 | modifier les données · modifier les données |
| Saint-Maximin                 | 60589      | 60740       | Senlis         | Chantilly               | CA Creil Sud Oise                                                 | 12,33            | 3 153 (2022)                      | 256                | modifier les données · modifier les données |
| Saint-Omer-en-Chaussée        | 60590      | 60860       | Beauvais       | Grandvilliers           | CC de la Picardie verte                                           | 10,33            | 1 205 (2022)                      | 117                | modifier les données · modifier les données |
| Saint-Paul                    | 60591      | 60650       | Beauvais       | Beauvais-2              | CA du Beauvaisis                                                  | 9,52             | 1 612 (2022)                      | 169                | modifier les données · modifier les données |
| Saint-Pierre-es-Champs        | 60592      | 60850       | Beauvais       | Grandvilliers           | CC du Pays de Bray                                                | 10,80            | 679 (2022)                        | 63                 | modifier les données · modifier les données |
| Saint-Pierre-lès-Bitry        | 60593      | 60350       | Compiègne      | Compiègne-1             | CC des Lisières de l'Oise                                         | 3,42             | 147 (2022)                        | 43                 | modifier les données · modifier les données |
| Saint-Quentin-des-Prés        | 60594      | 60380       | Beauvais       | Grandvilliers           | CC de la Picardie verte                                           | 10,80            | 282 (2022)                        | 26                 | modifier les données · modifier les données |
| Saint-Remy-en-l'Eau           | 60595      | 60130       | Clermont       | Saint-Just-en-Chaussée  | CC du Plateau Picard                                              | 10,06            | 435 (2022)                        | 43                 | modifier les données · modifier les données |
| Saint-Samson-la-Poterie       | 60596      | 60220       | Beauvais       | Grandvilliers           | CC de la Picardie verte                                           | 4,30             | 231 (2022)                        | 54                 | modifier les données · modifier les données |
| Saint-Sauveur                 | 60597      | 60320       | Compiègne      | Compiègne-2             | CA Agglomération de la Région de Compiègne et de la Basse Automne | 16,50            | 1 752 (2022)                      | 106                | modifier les données · modifier les données |
| Saint-Sulpice                 | 60598      | 60430       | Beauvais       | Chaumont-en-Vexin       | CC Thelloise                                                      | 8,88             | 1 066 (2022)                      | 120                | modifier les données · modifier les données |
| Saint-Thibault                | 60599      | 60210       | Beauvais       | Grandvilliers           | CC de la Picardie verte                                           | 10,62            | 285 (2022)                        | 27                 | modifier les données · modifier les données |
| Saint-Vaast-de-Longmont       | 60600      | 60410       | Senlis         | Crépy-en-Valois         | CA Agglomération de la Région de Compiègne et de la Basse Automne | 4,90             | 647 (2022)                        | 132                | modifier les données · modifier les données |
| Saint-Vaast-lès-Mello         | 60601      | 60660       | Senlis         | Montataire              | CA Creil Sud Oise                                                 | 7,97             | 1 009 (2022)                      | 127                | modifier les données · modifier les données |
| Saint-Valery                  | 60602      | 60220       | Beauvais       | Grandvilliers           | CC de la Picardie verte                                           | 4,52             | 54 (2022)                         | 12                 | modifier les données · modifier les données |
| Sainte-Eusoye                 | 60573      | 60480       | Clermont       | Saint-Just-en-Chaussée  | CC de l'Oise Picarde                                              | 8,48             | 335 (2022)                        | 40                 | modifier les données · modifier les données |
| Sainte-Geneviève              | 60575      | 60730       | Beauvais       | Chaumont-en-Vexin       | CC Thelloise                                                      | 8,01             | 3 478 (2022)                      | 434                | modifier les données · modifier les données |
| Saintines                     | 60578      | 60410       | Senlis         | Crépy-en-Valois         | CA Agglomération de la Région de Compiègne et de la Basse Automne | 2,87             | 1 062 (2022)                      | 370                | modifier les données · modifier les données |
| Salency                       | 60603      | 60400       | Compiègne      | Noyon                   | CC du Pays Noyonnais                                              | 7,79             | 900 (2022)                        | 116                | modifier les données · modifier les données |
| Sarcus                        | 60604      | 60210       | Beauvais       | Grandvilliers           | CC de la Picardie verte                                           | 13,04            | 270 (2022)                        | 21                 | modifier les données · modifier les données |
| Sarnois                       | 60605      | 60210       | Beauvais       | Grandvilliers           | CC de la Picardie verte                                           | 5,56             | 350 (2022)                        | 63                 | modifier les données · modifier les données |
| Le Saulchoy                   | 60608      | 60360       | Beauvais       | Saint-Just-en-Chaussée  | CA du Beauvaisis                                                  | 4,97             | 105 (2022)                        | 21                 | modifier les données · modifier les données |
| Savignies                     | 60609      | 60650       | Beauvais       | Beauvais-1              | CA du Beauvaisis                                                  | 9,83             | 926 (2022)                        | 94                 | modifier les données · modifier les données |
| Sempigny                      | 60610      | 60400       | Compiègne      | Noyon                   | CC du Pays Noyonnais                                              | 4,40             | 754 (2022)                        | 171                | modifier les données · modifier les données |
| Senantes                      | 60611      | 60650       | Beauvais       | Grandvilliers           | CC de la Picardie verte                                           | 19,94            | 583 (2022)                        | 29                 | modifier les données · modifier les données |
| Senlis                        | 60612      | 60300       | Senlis         | Senlis                  | CC Senlis Sud Oise                                                | 24,05            | 15 238 (2022)                     | 634                | modifier les données · modifier les données |
| Senots                        | 60613      | 60240       | Beauvais       | Chaumont-en-Vexin       | CC du Vexin-Thelle                                                | 6,25             | 351 (2022)                        | 56                 | modifier les données · modifier les données |
| Serans                        | 60614      | 60240       | Beauvais       | Chaumont-en-Vexin       | CC du Vexin-Thelle                                                | 8,79             | 187 (2022)                        | 21                 | modifier les données · modifier les données |
| Sérévillers                   | 60615      | 60120       | Clermont       | Saint-Just-en-Chaussée  | CC de l'Oise Picarde                                              | 3,26             | 133 (2022)                        | 41                 | modifier les données · modifier les données |
| Sérifontaine                  | 60616      | 60590       | Beauvais       | Beauvais-2              | CC du Pays de Bray                                                | 20,43            | 2 798 (2022)                      | 137                | modifier les données · modifier les données |
| Sermaize                      | 60617      | 60400       | Compiègne      | Noyon                   | CC du Pays Noyonnais                                              | 5,04             | 273 (2022)                        | 54                 | modifier les données · modifier les données |
| Séry-Magneval                 | 60618      | 60800       | Senlis         | Crépy-en-Valois         | CC du Pays de Valois                                              | 6,02             | 272 (2022)                        | 45                 | modifier les données · modifier les données |
| Silly-le-Long                 | 60619      | 60330       | Senlis         | Nanteuil-le-Haudouin    | CC du Pays de Valois                                              | 11,35            | 1 206 (2022)                      | 106                | modifier les données · modifier les données |
| Silly-Tillard                 | 60620      | 60430       | Beauvais       | Chaumont-en-Vexin       | CC Thelloise                                                      | 11,14            | 452 (2022)                        | 41                 | modifier les données · modifier les données |
| Solente                       | 60621      | 60310       | Compiègne      | Thourotte               | CC du Pays des Sources                                            | 3,06             | 130 (2022)                        | 42                 | modifier les données · modifier les données |
| Sommereux                     | 60622      | 60210       | Beauvais       | Grandvilliers           | CC de la Picardie verte                                           | 12,97            | 480 (2022)                        | 37                 | modifier les données · modifier les données |
| Songeons                      | 60623      | 60380       | Beauvais       | Grandvilliers           | CC de la Picardie verte                                           | 13,53            | 939 (2022)                        | 69                 | modifier les données · modifier les données |
| Sully                         | 60624      | 60380       | Beauvais       | Grandvilliers           | CC de la Picardie verte                                           | 4,83             | 166 (2022)                        | 34                 | modifier les données · modifier les données |
| Suzoy                         | 60625      | 60400       | Compiègne      | Noyon                   | CC du Pays Noyonnais                                              | 5,17             | 537 (2022)                        | 104                | modifier les données · modifier les données |
| Talmontiers                   | 60626      | 60590       | Beauvais       | Grandvilliers           | CC du Pays de Bray                                                | 9,23             | 648 (2022)                        | 70                 | modifier les données · modifier les données |
| Tartigny                      | 60627      | 60120       | Clermont       | Saint-Just-en-Chaussée  | CC de l'Oise Picarde                                              | 6,98             | 253 (2022)                        | 36                 | modifier les données · modifier les données |
| Therdonne                     | 60628      | 60510       | Beauvais       | Mouy                    | CA du Beauvaisis                                                  | 8,98             | 1 175 (2022)                      | 131                | modifier les données · modifier les données |
| Thérines                      | 60629      | 60380       | Beauvais       | Grandvilliers           | CC de la Picardie verte                                           | 10,80            | 195 (2022)                        | 18                 | modifier les données · modifier les données |
| Thibivillers                  | 60630      | 60240       | Beauvais       | Chaumont-en-Vexin       | CC du Vexin-Thelle                                                | 6,35             | 214 (2022)                        | 34                 | modifier les données · modifier les données |
| Thiers-sur-Thève              | 60631      | 60520       | Senlis         | Senlis                  | CC Senlis Sud Oise                                                | 6,25             | 1 086 (2022)                      | 174                | modifier les données · modifier les données |
| Thiescourt                    | 60632      | 60310       | Compiègne      | Thourotte               | CC du Pays des Sources                                            | 13,03            | 749 (2022)                        | 57                 | modifier les données · modifier les données |
| Thieuloy-Saint-Antoine        | 60633      | 60210       | Beauvais       | Grandvilliers           | CC de la Picardie verte                                           | 2,49             | 381 (2022)                        | 153                | modifier les données · modifier les données |
| Thieux                        | 60634      | 60480       | Clermont       | Saint-Just-en-Chaussée  | CC de l'Oise Picarde                                              | 9,18             | 439 (2022)                        | 48                 | modifier les données · modifier les données |
| Thiverny                      | 60635      | 60160       | Senlis         | Montataire              | CA Creil Sud Oise                                                 | 2,06             | 1 061 (2022)                      | 515                | modifier les données · modifier les données |
| Thourotte                     | 60636      | 60150       | Compiègne      | Thourotte               | CC des Deux Vallées                                               | 4,38             | 4 460 (2022)                      | 1 018              | modifier les données · modifier les données |
| Thury-en-Valois               | 60637      | 60890       | Senlis         | Nanteuil-le-Haudouin    | CC du Pays de Valois                                              | 11,26            | 466 (2022)                        | 41                 | modifier les données · modifier les données |
| Thury-sous-Clermont           | 60638      | 60250       | Clermont       | Mouy                    | CC Thelloise                                                      | 5,42             | 670 (2022)                        | 124                | modifier les données · modifier les données |
| Tillé                         | 60639      | 60000       | Beauvais       | Mouy                    | CA du Beauvaisis                                                  | 14,80            | 1 294 (2022)                      | 87                 | modifier les données · modifier les données |
| Tourly                        | 60640      | 60240       | Beauvais       | Chaumont-en-Vexin       | CC du Vexin-Thelle                                                | 3,32             | 171 (2022)                        | 52                 | modifier les données · modifier les données |
| Tracy-le-Mont                 | 60641      | 60170       | Compiègne      | Compiègne-1             | CC des Lisières de l'Oise                                         | 18,57            | 1 701 (2022)                      | 92                 | modifier les données · modifier les données |
| Tracy-le-Val                  | 60642      | 60170       | Compiègne      | Thourotte               | CC des Deux Vallées                                               | 4,69             | 1 041 (2022)                      | 222                | modifier les données · modifier les données |
| Tricot                        | 60643      | 60420       | Clermont       | Estrées-Saint-Denis     | CC du Plateau Picard                                              | 11,91            | 1 378 (2022)                      | 116                | modifier les données · modifier les données |
| Trie-Château                  | 60644      | 60590       | Beauvais       | Chaumont-en-Vexin       | CC du Vexin-Thelle                                                | 13,34            | 1 878 (2022)                      | 141                | modifier les données · modifier les données |
| Trie-la-Ville                 | 60645      | 60590       | Beauvais       | Chaumont-en-Vexin       | CC du Vexin-Thelle                                                | 4,55             | 306 (2022)                        | 67                 | modifier les données · modifier les données |
| Troissereux                   | 60646      | 60112       | Beauvais       | Mouy                    | CA du Beauvaisis                                                  | 14,05            | 1 364 (2022)                      | 97                 | modifier les données · modifier les données |
| Trosly-Breuil                 | 60647      | 60350       | Compiègne      | Compiègne-1             | CC des Lisières de l'Oise                                         | 10,98            | 2 024 (2022)                      | 184                | modifier les données · modifier les données |
| Troussencourt                 | 60648      | 60120       | Clermont       | Saint-Just-en-Chaussée  | CC de l'Oise Picarde                                              | 5,33             | 316 (2022)                        | 59                 | modifier les données · modifier les données |
| Trumilly                      | 60650      | 60800       | Senlis         | Crépy-en-Valois         | CC du Pays de Valois                                              | 12,94            | 521 (2022)                        | 40                 | modifier les données · modifier les données |
| Ully-Saint-Georges            | 60651      | 60730       | Senlis         | Montataire              | CC Thelloise                                                      | 18,71            | 1 920 (2022)                      | 103                | modifier les données · modifier les données |
| Valdampierre                  | 60652      | 60790       | Beauvais       | Chaumont-en-Vexin       | CC des Sablons                                                    | 8,67             | 921 (2022)                        | 106                | modifier les données · modifier les données |
| Valescourt                    | 60653      | 60130       | Clermont       | Saint-Just-en-Chaussée  | CC du Plateau Picard                                              | 6,87             | 298 (2022)                        | 43                 | modifier les données · modifier les données |
| Vandélicourt                  | 60654      | 60490       | Compiègne      | Thourotte               | CC des Deux Vallées                                               | 4,67             | 257 (2022)                        | 55                 | modifier les données · modifier les données |
| Varesnes                      | 60655      | 60400       | Compiègne      | Noyon                   | CC du Pays Noyonnais                                              | 9,15             | 365 (2022)                        | 40                 | modifier les données · modifier les données |
| Varinfroy                     | 60656      | 60890       | Senlis         | Nanteuil-le-Haudouin    | CC du Pays de Valois                                              | 2,95             | 268 (2022)                        | 91                 | modifier les données · modifier les données |
| Vauchelles                    | 60657      | 60400       | Compiègne      | Noyon                   | CC du Pays Noyonnais                                              | 2,34             | 245 (2022)                        | 105                | modifier les données · modifier les données |
| Vauciennes                    | 60658      | 60117       | Senlis         | Crépy-en-Valois         | CC du Pays de Valois                                              | 6,36             | 700 (2022)                        | 110                | modifier les données · modifier les données |
| Vaudancourt                   | 60659      | 60240       | Beauvais       | Chaumont-en-Vexin       | CC du Vexin-Thelle                                                | 4,67             | 163 (2022)                        | 35                 | modifier les données · modifier les données |
| Le Vaumain                    | 60660      | 60590       | Beauvais       | Beauvais-2              | CC du Pays de Bray                                                | 8,10             | 409 (2022)                        | 50                 | modifier les données · modifier les données |
| Vaumoise                      | 60661      | 60117       | Senlis         | Crépy-en-Valois         | CC du Pays de Valois                                              | 3,13             | 1 000 (2022)                      | 319                | modifier les données · modifier les données |
| Le Vauroux                    | 60662      | 60390       | Beauvais       | Beauvais-2              | CC du Pays de Bray                                                | 9,74             | 500 (2022)                        | 51                 | modifier les données · modifier les données |
| Velennes                      | 60663      | 60510       | Beauvais       | Mouy                    | CA du Beauvaisis                                                  | 6,17             | 238 (2022)                        | 39                 | modifier les données · modifier les données |
| Vendeuil-Caply                | 60664      | 60120       | Clermont       | Saint-Just-en-Chaussée  | CC de l'Oise Picarde                                              | 10,84            | 444 (2022)                        | 41                 | modifier les données · modifier les données |
| Venette                       | 60665      | 60280       | Compiègne      | Compiègne-2             | CA Agglomération de la Région de Compiègne et de la Basse Automne | 8,45             | 2 776 (2022)                      | 329                | modifier les données · modifier les données |
| Ver-sur-Launette              | 60666      | 60950       | Senlis         | Nanteuil-le-Haudouin    | CC du Pays de Valois                                              | 13,18            | 1 155 (2022)                      | 88                 | modifier les données · modifier les données |
| Verberie                      | 60667      | 60410       | Senlis         | Crépy-en-Valois         | CA Agglomération de la Région de Compiègne et de la Basse Automne | 15,05            | 3 858 (2022)                      | 256                | modifier les données · modifier les données |
| Verderel-lès-Sauqueuse        | 60668      | 60112       | Beauvais       | Mouy                    | CA du Beauvaisis                                                  | 12,46            | 720 (2022)                        | 58                 | modifier les données · modifier les données |
| Verderonne                    | 60669      | 60140       | Clermont       | Clermont                | CC du Liancourtois - la Vallée dorée                              | 3,33             | 487 (2022)                        | 146                | modifier les données · modifier les données |
| Verneuil-en-Halatte           | 60670      | 60550       | Senlis         | Creil                   | CC des pays d'Oise et d'Halatte                                   | 22,26            | 4 795 (2022)                      | 215                | modifier les données · modifier les données |
| Versigny                      | 60671      | 60440       | Senlis         | Nanteuil-le-Haudouin    | CC du Pays de Valois                                              | 14,50            | 348 (2022)                        | 24                 | modifier les données · modifier les données |
| Vez                           | 60672      | 60117       | Senlis         | Crépy-en-Valois         | CC du Pays de Valois                                              | 10,88            | 280 (2022)                        | 26                 | modifier les données · modifier les données |
| Viefvillers                   | 60673      | 60360       | Beauvais       | Saint-Just-en-Chaussée  | CC de l'Oise Picarde                                              | 4,09             | 216 (2022)                        | 53                 | modifier les données · modifier les données |
| Vieux-Moulin                  | 60674      | 60350       | Compiègne      | Compiègne-2             | CA Agglomération de la Région de Compiègne et de la Basse Automne | 17,65            | 600 (2022)                        | 34                 | modifier les données · modifier les données |
| Vignemont                     | 60675      | 60162       | Compiègne      | Estrées-Saint-Denis     | CC du Pays des Sources                                            | 4,23             | 420 (2022)                        | 99                 | modifier les données · modifier les données |
| Ville                         | 60676      | 60400       | Compiègne      | Noyon                   | CC du Pays Noyonnais                                              | 6,04             | 746 (2022)                        | 124                | modifier les données · modifier les données |
| Villembray                    | 60677      | 60650       | Beauvais       | Grandvilliers           | CC du Pays de Bray                                                | 6,53             | 248 (2022)                        | 38                 | modifier les données · modifier les données |
| Villeneuve-les-Sablons        | 60678      | 60175       | Beauvais       | Méru                    | CC des Sablons                                                    | 4,43             | 1 188 (2022)                      | 268                | modifier les données · modifier les données |
| La Villeneuve-sous-Thury      | 60679      | 60890       | Senlis         | Nanteuil-le-Haudouin    | CC du Pays de Valois                                              | 4,32             | 141 (2022)                        | 33                 | modifier les données · modifier les données |
| Villeneuve-sur-Verberie       | 60680      | 60410       | Senlis         | Pont-Sainte-Maxence     | CC des pays d'Oise et d'Halatte                                   | 8,16             | 718 (2022)                        | 88                 | modifier les données · modifier les données |
| Villers-Saint-Barthélemy      | 60681      | 60650       | Beauvais       | Beauvais-2              | CC du Pays de Bray                                                | 9,90             | 470 (2022)                        | 47                 | modifier les données · modifier les données |
| Villers-Saint-Frambourg-Ognon | 60682      | 60810       | Senlis         | Pont-Sainte-Maxence     | CC Senlis Sud Oise                                                | 14,54            | 724 (2022)                        | 50                 | modifier les données · modifier les données |
| Villers-Saint-Genest          | 60683      | 60620       | Senlis         | Nanteuil-le-Haudouin    | CC du Pays de Valois                                              | 9,66             | 388 (2022)                        | 40                 | modifier les données · modifier les données |
| Villers-Saint-Paul            | 60684      | 60870       | Senlis         | Nogent-sur-Oise         | CA Creil Sud Oise                                                 | 4,93             | 6 500 (2022)                      | 1 318              | modifier les données · modifier les données |
| Villers-Saint-Sépulcre        | 60685      | 60134       | Beauvais       | Chaumont-en-Vexin       | CC Thelloise                                                      | 7,29             | 981 (2022)                        | 135                | modifier les données · modifier les données |
| Villers-sous-Saint-Leu        | 60686      | 60340       | Senlis         | Montataire              | CC Thelloise                                                      | 4,37             | 2 301 (2022)                      | 527                | modifier les données · modifier les données |
| Villers-sur-Auchy             | 60687      | 60650       | Beauvais       | Grandvilliers           | CC du Pays de Bray                                                | 8,59             | 371 (2022)                        | 43                 | modifier les données · modifier les données |
| Villers-sur-Bonnières         | 60688      | 60860       | Beauvais       | Grandvilliers           | CC de la Picardie verte                                           | 4,02             | 140 (2022)                        | 35                 | modifier les données · modifier les données |
| Villers-sur-Coudun            | 60689      | 60150       | Compiègne      | Estrées-Saint-Denis     | CC du Pays des Sources                                            | 6,39             | 1 419 (2022)                      | 222                | modifier les données · modifier les données |
| Villers-Vermont               | 60691      | 60380       | Beauvais       | Grandvilliers           | CC de la Picardie verte                                           | 6,61             | 121 (2022)                        | 18                 | modifier les données · modifier les données |
| Villers-Vicomte               | 60692      | 60120       | Clermont       | Saint-Just-en-Chaussée  | CC de l'Oise Picarde                                              | 5,20             | 151 (2022)                        | 29                 | modifier les données · modifier les données |
| Villeselve                    | 60693      | 60640       | Compiègne      | Noyon                   | CC du Pays Noyonnais                                              | 6,89             | 385 (2022)                        | 56                 | modifier les données · modifier les données |
| Vineuil-Saint-Firmin          | 60695      | 60500       | Senlis         | Senlis                  | CC de l'Aire Cantilienne                                          | 7,78             | 1 399 (2022)                      | 180                | modifier les données · modifier les données |
| Vrocourt                      | 60697      | 60112       | Beauvais       | Grandvilliers           | CC de la Picardie verte                                           | 4,40             | 33 (2022)                         | 7,5                | modifier les données · modifier les données |
| Wacquemoulin                  | 60698      | 60420       | Clermont       | Estrées-Saint-Denis     | CC du Plateau Picard                                              | 6,66             | 279 (2022)                        | 42                 | modifier les données · modifier les données |
| Wambez                        | 60699      | 60380       | Beauvais       | Grandvilliers           | CC de la Picardie verte                                           | 4,54             | 162 (2022)                        | 36                 | modifier les données · modifier les données |
| Warluis                       | 60700      | 60430       | Beauvais       | Beauvais-2              | CA du Beauvaisis                                                  | 11,44            | 1 220 (2022)                      | 107                | modifier les données · modifier les données |
| Wavignies                     | 60701      | 60130       | Clermont       | Saint-Just-en-Chaussée  | CC du Plateau Picard                                              | 9,81             | 1 347 (2022)                      | 137                | modifier les données · modifier les données |
| Welles-Pérennes               | 60702      | 60420       | Clermont       | Estrées-Saint-Denis     | CC du Plateau Picard                                              | 13,41            | 238 (2022)                        | 18                 | modifier les données · modifier les données |
| Oise                          | 60         |             |                |                         |                                                                   | 5 860,00         | 830 725 (2022)                    | 142                | modifier les données                        |